# PSV in het seizoen 2017/18 (mannen)
Het seizoen 2017/18 is het 105e jaar in het bestaan van PSV. De Eindhovense voetbalclub nam in deze jaargang voor het 62e opeenvolgende jaar deel aan de Eredivisie en aan de toernooien om de KNVB Beker en de Europa League.
PSV kwam dit seizoen in de derde voorronde van de Europa League uit. PSV verloor de tweeluik tegen het Kroatische NK Osijek met een totaalscore van 2 – 0 (zowel uit als thuis een 1 – 0 nederlaag) en kende daardoor al op 3 augustus, vóór de competitiestart, de vroegste Europese uitschakeling in de clubgeschiedenis. Ook kwam hiermee een reeks van 43 jaar voetbal in een Europees hoofdtoernooi ten einde.
PSV werd dit seizoen kampioen door titelconcurrent Ajax drie speelronden voor het einde van de competitie met 3 – 0 te verslaan. Daarmee werd de 24ste landstitel voor de club veilig gesteld. In de KNVB Beker werd PSV uitgeschakeld in de kwartfinale. PSV verloor met 2 – 0 van Feyenoord.

## Selectie
| Nr.           | Nat.                | Naam                   | Geb. dat.  | Bij PSV    | Contract tot juli | Optie   | Vorige club              | Bedrag      | Positie     | Notitie                                               |         |
| Keepers       | Keepers             | Keepers                | Keepers    | Keepers    | Keepers           | Keepers | Keepers                  | Keepers     | Keepers     | Keepers                                               | Keepers |
| ------------- | ------------------- | ---------------------- | ---------- | ---------- | ----------------- | ------- | ------------------------ | ----------- | ----------- | ----------------------------------------------------- | ------- |
| 1             | Vlag van Nederland  | Jeroen Zoet            | 06-01-1991 | mei 2012   | 2019              | -       | RKC Waalwijk             | -           | K           | Eigen jeugd; Nederlands international : 3e aanvoerder |         |
| 13            | Vlag van Curaçao    | Eloy Room              | 06-02-1989 | aug. 2017  | 2019              | -       | Vitesse                  | € 400.000   | K           | Curaçaos international                                |         |
| 21            | Vlag van Nederland  | Luuk Koopmans          | 18-11-1993 | juli 2015  | 2018              | -       | FC Oss                   | € 100.000   | K           |                                                       |         |
| 31            | Vlag van Nederland  | Yanick van Osch        | 24-03-1997 | juli 2015  | 2020              | -       | Eigen jeugd              | -           | K           | Eigen jeugd                                           |         |
| Verdedigers   |                     |                        |            |            |                   |         |                          |             |             |                                                       |         |
| 2             | Vlag van Frankrijk  | Nicolas Isimat-Mirin   | 15-12-1991 | sep. 2014  | 2019              | -       | AS Monaco                | € 2.500.000 | CV          |                                                       |         |
| 3             | Vlag van Nederland  | Derrick Luckassen      | 03-07-1995 | juli 2017  | 2022              | -       | AZ                       | € 5.000.000 | RV, CV, VM  |                                                       |         |
| 4             | Vlag van Colombia   | Santiago Arias         | 13-01-1992 | juli 2013  | 2019              | -       | Sporting CP              | € 800.000   | RV          | Colombiaans international                             |         |
| 5             | Vlag van Duitsland  | Daniel Schwaab         | 23-08-1988 | juli 2016  | 2019              | -       | VfB Stuttgart            | -           | CV, RV      |                                                       |         |
| 20            | Vlag van Nederland  | Joshua Brenet          | 20-03-1994 | maart 2012 | 2020              | -       | Eigen jeugd              | -           | LV, RV      | Eigen jeugd; Nederlands international                 |         |
| 50            | Vlag van Nederland  | Armando Obispo         | 05-03-1999 | juli 2016  | 2021              | -       | Eigen jeugd              | -           | CV          | Eigen jeugd                                           |         |
| Middenvelders |                     |                        |            |            |                   |         |                          |             |             |                                                       |         |
| 8             | Vlag van Nederland  | Jorrit Hendrix         | 06-02-1995 | juli 2013  | 2020              | -       | Eigen jeugd              | -           | LV, VM, CV  | Eigen jeugd; Nederlands international                 |         |
| 10            | Vlag van Nederland  | Marco van Ginkel       | 01-12-1992 | juli 2017  | 2018              | -       | Chelsea FC               | Huur        | CM          | : 1e aanvoerder                                       |         |
| 16            | Vlag van België     | Dante Rigo             | 11-12-1998 | juli 2013  | 2019              | +1 jaar | Eigen jeugd              | -           | CM          | Eigen jeugd                                           |         |
| 18            | Vlag van Nederland  | Pablo Rosario          | 07-01-1997 | juli 2016  | 2020              | -       | Almere City FC           | -           | CM          |                                                       |         |
| 23            | Vlag van Nederland  | Bart Ramselaar         | 29-06-1996 | aug. 2016  | 2021              | -       | FC Utrecht               | € 4.300.000 | CM          | Nederlands international                              |         |
| 24            | Vlag van Zweden     | Ramon Pascal Lundqvist | 10-05-1997 | juli 2013  | 2019              | -       | Eigen jeugd              | -           | CM          | Eigen jeugd                                           |         |
| 32            | Vlag van Nederland  | Kenneth Paal           | 24-07-1997 | jul. 2010  | 2020              | -       | Eigen jeugd              | -           | CM          | Eigen jeugd                                           |         |
| 47            | Vlag van Brazilië   | Mauro Júnior           | 06-05-1999 | juli 2017  | 2022              | -       | Desportivo Brasil        | -           | AM, RA, LA  |                                                       |         |
| Aanvallers    |                     |                        |            |            |                   |         |                          |             |             |                                                       |         |
| 7             | Vlag van Uruguay    | Gastón Pereiro         | 11-06-1995 | juli 2015  | 2020              | -       | Nacional                 | € 5.000.000 | CAM, RA, LA |                                                       |         |
| 9             | Vlag van Nederland  | Luuk de Jong           | 27-08-1990 | juli 2014  | 2020              | -       | Borussia Mönchengladbach | € 5.500.000 | SP          | Nederlands international : 2e aanvoerder              |         |
| 11            | Vlag van Mexico     | Hirving Lozano         | 30-05-1995 | juli 2017  | 2023              | -       | CF Pachuca               | € 8.000.000 | RA          | Mexicaans international                               |         |
| 14            | Vlag van Nederland  | Sam Lammers            | 30-04-1997 | juli 2015  | 2021              | -       | Eigen jeugd              | -           | SP          | Eigen jeugd; Nederland –21                            |         |
| 17            | Vlag van Nederland  | Steven Bergwijn        | 08-10-1997 | juli 2014  | 2021              | -       | Eigen jeugd              | -           | LA          | Eigen jeugd; Nederland –21                            |         |
| 22            | Vlag van Argentinië | Maximiliano Romero     | 09-01-1999 | jan. 2018  | 2018              | -       | Vélez Sarsfield          | Huur        | SP          |                                                       |         |
| 29            | Vlag van IJsland    | Albert Guðmundsson     | 15-06-1997 | juli 2015  | 2019              | -       | sc Heerenveen            | -           | CAM, CA     | IJslands international                                |         |

## Staf eerste elftal
Technische staf
|                    | Naam                  | Functie            | Contract tot |
| ------------------ | --------------------- | ------------------ | ------------ |
| Vlag van Nederland | Phillip Cocu          | Hoofdtrainer/Coach | 30 juni 2019 |
| Vlag van Nederland | Ruud Brood            | Assistent-trainer  | 30 juni 2018 |
| Vlag van Nederland | Chris van der Weerden | Assistent-trainer  | 30 juni 2019 |
| Vlag van Nederland | Ruud Hesp             | Keeperstrainer     | 30 juni 2018 |

Begeleidende staf
|                    | Naam                | Functie              |
| ------------------ | ------------------- | -------------------- |
| Vlag van Nederland | Mart van den Heuvel | Teammanager          |
| Vlag van Nederland | Egid Kiesouw        | Fysieke Trainer      |
| Vlag van Nederland | Luc van Agt         | Inspanningsfysioloog |
| Vlag van Nederland | Wim Rip             | Video-analist        |
| Vlag van Nederland | John Feskens        | Analist              |
| Vlag van Nederland | Toine Leijnse       | Fysiotherapeut       |
| Vlag van Nederland | Maarten Gozeling    | Fysiotherapeut       |
| Vlag van Nederland | Eddy Pepels         | Verzorger            |
| Vlag van Nederland | Marcel Hover        | Materiaalverzorger   |
| Vlag van Nederland | Adri van Dooren     | Materiaalverzorger   |
| Vlag van Nederland | Wart van Zoest      | Medisch Manager      |
| Vlag van Nederland | Stijn Indeherberge  | Clubarts             |

Overige staf
|                    | Naam          | Functie                 |
| ------------------ | ------------- | ----------------------- |
| Vlag van Nederland | Pascal Jansen | Hoofd Jeugdafdeling     |
| Vlag van Nederland | Thijs Slegers | Manager perszaken       |
| Vlag van Nederland | Guus Pennings | Hoofd Marketing & Media |

## Transfers
Voor recente transfers bekijk: Lijst van Eredivisie transfers zomer 2017/18

Voor recente transfers bekijk: Lijst van Eredivisie transfers winter 2017/18
Aangetrokken
|                     | Naam               | Positie      | Oude club       | Land       | Per              | Transfersom |
|                     | Transfers          | Transfers    | Transfers       | Transfers  | Transfers        | Transfers   |
| ------------------- | ------------------ | ------------ | --------------- | ---------- | ---------------- | ----------- |
| Vlag van Mexico     | Hirving Lozano     | Aanvaller    | CF Pachuca      | Mexico     | 1 juli 2017      | € 8.000.000 |
| Vlag van Nederland  | Derrick Luckassen  | Verdediger   | AZ              | Nederland  | 10 juli 2017     | € 5.000.000 |
| Vlag van Curaçao    | Eloy Room          | Doelman      | Vitesse         | Nederland  | 16 augustus 2017 | € 400.000   |
|                     | Gehuurd            |              |                 |            |                  |             |
| Vlag van Nederland  | Marco van Ginkel   | Middenvelder | Chelsea FC      | Engeland   | 16 juli 2017     | -           |
| Vlag van Argentinië | Maximiliano Romero | Aanvaller    | Vélez Sarsfield | Argentinië | 1 januari 2018   | -           |
|                     | Terug van verhuur  |              |                 |            |                  |             |
| Vlag van Nederland  | Adam Maher         | Middenvelder | Osmanlıspor     | Turkije    | 1 juli 2017      | -           |
| Vlag van Oostenrijk | Marcel Ritzmaier   | Middenvelder | Go Ahead Eagles | Nederland  | 1 juli 2017      | -           |
| Vlag van Nederland  | Rai Vloet          | Middenvelder | FC Eindhoven    | Nederland  | 1 juli 2017      | -           |
| Vlag van Nederland  | Jordy de Wijs      | Verdediger   | Excelsior       | Nederland  | 1 juli 2017      | -           |

Vertrokken
|                    | Naam                 | Positie      | Nieuwe club            | Land      | Per              | Transfersom  |
|                    | Transfers            | Transfers    | Transfers              | Transfers | Transfers        | Transfers    |
| ------------------ | -------------------- | ------------ | ---------------------- | --------- | ---------------- | ------------ |
| Vlag van Mexico    | Héctor Moreno        | Verdediger   | AS Roma                | Italië    | 1 juli 2017      | € 6.000.000  |
| Vlag van Nederland | Rai Vloet            | Middenvelder | NAC Breda              | Nederland | 1 juli 2017      | € 250.000    |
| Vlag van Nederland | Menno Koch           | Verdediger   | NAC Breda              | Nederland | 3 juli 2017      | € 250.000    |
| Vlag van Nederland | Remko Pasveer        | Doelman      | Vitesse                | Nederland | 5 juli 2017      | € 450.000    |
| Vlag van Mexico    | Andrés Guardado      | Middenvelder | Real Betis             | Spanje    | 7 juli 2017      | € 2.300.000  |
| Vlag van Nederland | Jetro Willems        | Verdediger   | Eintracht Frankfurt    | Duitsland | 21 juli 2017     | € 7.000.000  |
| Vlag van Nederland | Davy Pröpper         | Middenvelder | Brighton & Hove Albion | Engeland  | 7 augustus 2017  | € 15.000.000 |
| Vlag van Nederland | Adam Maher           | Middenvelder | FC Twente              | Nederland | 15 januari 2018  | Transfervrij |
| Vlag van Nederland | Jürgen Locadia       | Aanvaller    | Brighton & Hove Albion | Engeland  | 19 januari 2018  | € 16.000.000 |
|                    | Was gehuurd          |              |                        |           |                  |              |
| Vlag van Nederland | Siem de Jong         | Middenvelder | Newcastle United       | Engeland  | 1 juli 2017      | -            |
| Vlag van Oekraïne  | Oleksandr Zintsjenko | Aanvaller    | Manchester City        | Engeland  | 1 juli 2017      | -            |
| Vlag van Nederland | Marco van Ginkel     | Middenvelder | Chelsea FC             | Engeland  | 1 juli 2017      | -            |
|                    | Verhuurd             |              |                        |           |                  |              |
| Vlag van Nederland | Hidde Jurjus         | Doelman      | Roda JC Kerkrade       | Nederland | 1 juli 2017      | n.v.t.       |
| Vlag van Nederland | Jordy de Wijs        | Verdediger   | Excelsior              | Nederland | 31 augustus 2017 | n.v.t.       |

## Tenue
| Thuis | Alternatief thuis | Uit | Alternatief uit | Tweede uittenue | Alternatief tweede uittenue |  |

## Voorbereiding
| 8 juli 2017, 16:00 uur                 | RKC Waalwijk | 0 – 2 (0 – 0) | PSV               | Opstelling RKC Waalwijk | Opstelling PSV |  |
| Stadion: Mandemakers Stadion, Waalwijk |              |               | 54', 78' Bergwijn | Eerste helft: Vaessen (Den Hartog '34), Greene, Green, Quasten, J. Lammers, G. Ndefe, Van Arnhem, Priëto, De Graauw, Rienstra, Voskamp Tweede helft: Den Hartog (Deckers '60), Drost, Van de Sande, Hutten, Van Weert, Baggerman, De Baar,Mezghrani, Koenraad, Bakari, Cappan | Eerste helft: Zoet, Brenet, Isimat-Mirin, Schwaab, Willems, Hendrix, Pröpper, Rosario, Pereiro, De Jong, Locadia Tweede helft: Koopmans, De Wijs, Van Vlerken, Van Bruggen, Willems, Rigo, Paal, Maher, Gakpo, S. Lammers, Bergwijn |  |
| Stadion: Mandemakers Stadion, Waalwijk |              |               |                   | Eerste helft: Vaessen (Den Hartog '34), Greene, Green, Quasten, J. Lammers, G. Ndefe, Van Arnhem, Priëto, De Graauw, Rienstra, Voskamp Tweede helft: Den Hartog (Deckers '60), Drost, Van de Sande, Hutten, Van Weert, Baggerman, De Baar,Mezghrani, Koenraad, Bakari, Cappan | Eerste helft: Zoet, Brenet, Isimat-Mirin, Schwaab, Willems, Hendrix, Pröpper, Rosario, Pereiro, De Jong, Locadia Tweede helft: Koopmans, De Wijs, Van Vlerken, Van Bruggen, Willems, Rigo, Paal, Maher, Gakpo, S. Lammers, Bergwijn |  |
| Stadion: Mandemakers Stadion, Waalwijk |              |               |                   | Eerste helft: Vaessen (Den Hartog '34), Greene, Green, Quasten, J. Lammers, G. Ndefe, Van Arnhem, Priëto, De Graauw, Rienstra, Voskamp Tweede helft: Den Hartog (Deckers '60), Drost, Van de Sande, Hutten, Van Weert, Baggerman, De Baar,Mezghrani, Koenraad, Bakari, Cappan | Eerste helft: Zoet, Brenet, Isimat-Mirin, Schwaab, Willems, Hendrix, Pröpper, Rosario, Pereiro, De Jong, Locadia Tweede helft: Koopmans, De Wijs, Van Vlerken, Van Bruggen, Willems, Rigo, Paal, Maher, Gakpo, S. Lammers, Bergwijn |  |
|                                        |              |               |                   | | |  |

| 12 juli 2017, 19:00 uur                                          | FC Sion | 0 – 1 (0 – 1) | PSV         | Opstelling FC Sion | Opstelling PSV |  |
| Stadion: Stade Saint-Marc, Bagnes, Zwitserland Toeschouwers: 800 |         |               | 28' Pereiro | Mitrjoeskin (Fickentscher '46), Ricardo (Maceiras '64), Cümart (Morgado '64), Zverotić (Lurati '64), Toma (Milosavljevic '46), Dimarco (Follonier '64), Constant (Mveng '64), Karlen (Bertelli '64), Lüchinger (Ndoye '64), Carlitos (Schneuwly '40), Konaté (Cunha '64) | Zoet, Arias (De Wijs '62), Schwaab (Van Bruggen '62), Isimat-Mirin (Van Vlerken '62), Brenet (Willems '62), Hendrix (Rigo '62), Ramselaar (Paal '62), Maher (Rosario '46), Locadia (Bergwijn '46), Lammers (De Jong '46), Pereiro (Guðmundsson '62) |  |
| Stadion: Stade Saint-Marc, Bagnes, Zwitserland Toeschouwers: 800 |         |               |             | Mitrjoeskin (Fickentscher '46), Ricardo (Maceiras '64), Cümart (Morgado '64), Zverotić (Lurati '64), Toma (Milosavljevic '46), Dimarco (Follonier '64), Constant (Mveng '64), Karlen (Bertelli '64), Lüchinger (Ndoye '64), Carlitos (Schneuwly '40), Konaté (Cunha '64) | Zoet, Arias (De Wijs '62), Schwaab (Van Bruggen '62), Isimat-Mirin (Van Vlerken '62), Brenet (Willems '62), Hendrix (Rigo '62), Ramselaar (Paal '62), Maher (Rosario '46), Locadia (Bergwijn '46), Lammers (De Jong '46), Pereiro (Guðmundsson '62) |  |
| Stadion: Stade Saint-Marc, Bagnes, Zwitserland Toeschouwers: 800 |         |               |             | Mitrjoeskin (Fickentscher '46), Ricardo (Maceiras '64), Cümart (Morgado '64), Zverotić (Lurati '64), Toma (Milosavljevic '46), Dimarco (Follonier '64), Constant (Mveng '64), Karlen (Bertelli '64), Lüchinger (Ndoye '64), Carlitos (Schneuwly '40), Konaté (Cunha '64) | Zoet, Arias (De Wijs '62), Schwaab (Van Bruggen '62), Isimat-Mirin (Van Vlerken '62), Brenet (Willems '62), Hendrix (Rigo '62), Ramselaar (Paal '62), Maher (Rosario '46), Locadia (Bergwijn '46), Lammers (De Jong '46), Pereiro (Guðmundsson '62) |  |
|                                                                  |         |               |             | | |  |

| 16 juli 2017, 17:00 uur                        | AS Monaco | 0 – 0 | PSV | Opstelling AS Monaco | Opstelling PSV |  |
| Stadion: Stade Saint-Marc, Bagnes, Zwitserland |           |       |     | Subašić (Benaglio '46), Jorge (Serrano '80), Jemerson (Dias '46), Kongolo, Sidibé (Al. Touré '62), Tielemans (Meïté '62), N'Doram (Glik '80), Lemar (Aït Bennasser '46), Lopes (Carrillo '46) (Sylla '84), Falcao (Mboula '46), Mbappé (Saint-Maximin '62) | Zoet, Arias (Luckassen '64), Schwaab, Isimat-Mirin, Brenet, Hendrix (Rosario '81), Pröpper (Paal '81), Ramselaar, Bergwijn (Gakpo '64), De Jong (Lammers '81), Locadia (Pereiro '81) |  |
| Stadion: Stade Saint-Marc, Bagnes, Zwitserland |           |       |     | Subašić (Benaglio '46), Jorge (Serrano '80), Jemerson (Dias '46), Kongolo, Sidibé (Al. Touré '62), Tielemans (Meïté '62), N'Doram (Glik '80), Lemar (Aït Bennasser '46), Lopes (Carrillo '46) (Sylla '84), Falcao (Mboula '46), Mbappé (Saint-Maximin '62) | Zoet, Arias (Luckassen '64), Schwaab, Isimat-Mirin, Brenet, Hendrix (Rosario '81), Pröpper (Paal '81), Ramselaar, Bergwijn (Gakpo '64), De Jong (Lammers '81), Locadia (Pereiro '81) |  |
| Stadion: Stade Saint-Marc, Bagnes, Zwitserland |           |       |     | Subašić (Benaglio '46), Jorge (Serrano '80), Jemerson (Dias '46), Kongolo, Sidibé (Al. Touré '62), Tielemans (Meïté '62), N'Doram (Glik '80), Lemar (Aït Bennasser '46), Lopes (Carrillo '46) (Sylla '84), Falcao (Mboula '46), Mbappé (Saint-Maximin '62) | Zoet, Arias (Luckassen '64), Schwaab, Isimat-Mirin, Brenet, Hendrix (Rosario '81), Pröpper (Paal '81), Ramselaar, Bergwijn (Gakpo '64), De Jong (Lammers '81), Locadia (Pereiro '81) |  |
|                                                |           |       |     | | |  |

| 18 juli 2017, 19:00 uur                                          | Grasshopper Club Zürich     | 3 – 1 (1 – 0) | PSV         | Opstelling Grasshopper Club Zürich | Opstelling PSV |  |
| Stadion: GC/Campus, Niederhasli, Zwitserland Toeschouwers: 1.386 | Andersen 33', 65' Munsy 86' |               | 46' Pereiro | Lindner, Vilotic, Djuricin (Kamberi '75), Andersen (Pusic '79), Bergström, Lavanchy (Avdijaj '75), Doumbia (Antonov '75), Suarez (Munsy '79), Fasko (Bamert '75), Pickel (Zesiger '79), Fazliu (Bajrami '61) | Koopmans, Arias (Van Vlerken '46), Luckassen (Van Bruggen '80), De Wijs, Paal, Lundqvist (Maher '66), Rigo (Rosario '66), Van Ginkel, Pereiro, Lammers, Guðmundsson (Gakpo '80) |  |
| Stadion: GC/Campus, Niederhasli, Zwitserland Toeschouwers: 1.386 |                             |               |             | Lindner, Vilotic, Djuricin (Kamberi '75), Andersen (Pusic '79), Bergström, Lavanchy (Avdijaj '75), Doumbia (Antonov '75), Suarez (Munsy '79), Fasko (Bamert '75), Pickel (Zesiger '79), Fazliu (Bajrami '61) | Koopmans, Arias (Van Vlerken '46), Luckassen (Van Bruggen '80), De Wijs, Paal, Lundqvist (Maher '66), Rigo (Rosario '66), Van Ginkel, Pereiro, Lammers, Guðmundsson (Gakpo '80) |  |
| Stadion: GC/Campus, Niederhasli, Zwitserland Toeschouwers: 1.386 |                             |               |             | Lindner, Vilotic, Djuricin (Kamberi '75), Andersen (Pusic '79), Bergström, Lavanchy (Avdijaj '75), Doumbia (Antonov '75), Suarez (Munsy '79), Fasko (Bamert '75), Pickel (Zesiger '79), Fazliu (Bajrami '61) | Koopmans, Arias (Van Vlerken '46), Luckassen (Van Bruggen '80), De Wijs, Paal, Lundqvist (Maher '66), Rigo (Rosario '66), Van Ginkel, Pereiro, Lammers, Guðmundsson (Gakpo '80) |  |
|                                                                  |                             |               |             | | |  |

| 29 juli 2017, 14:00 uur                                    | PSV                    | 4 – 0 (3 – 0) | De Treffers | Opstelling PSV | Opstelling De Treffers |  |
| Stadion: De Herdgang, Eindhoven Toeschouwers: 0 (besloten) | Pröpper Lozano Lammers |               |             | Koopmans, Rosario, Luckassen (Van Bruggen '46), De Wijs, Paal, Rigo (Van Vlerken '74), Pröpper, Lundqvist, Pereiro (Guðmundsson '46), Lammers, Lozano (Maher '65) | Niet bekend            |  |
| Stadion: De Herdgang, Eindhoven Toeschouwers: 0 (besloten) |                        |               |             | Koopmans, Rosario, Luckassen (Van Bruggen '46), De Wijs, Paal, Rigo (Van Vlerken '74), Pröpper, Lundqvist, Pereiro (Guðmundsson '46), Lammers, Lozano (Maher '65) | Niet bekend            |  |
| Stadion: De Herdgang, Eindhoven Toeschouwers: 0 (besloten) |                        |               |             | Koopmans, Rosario, Luckassen (Van Bruggen '46), De Wijs, Paal, Rigo (Van Vlerken '74), Pröpper, Lundqvist, Pereiro (Guðmundsson '46), Lammers, Lozano (Maher '65) | Niet bekend            |  |
|                                                            |                        |               |             | |                        |  |

| 6 augustus 2017, 15:00 uur                                   | FC Augsburg | 0 – 0 | PSV | Opstelling FC Augsburg | Opstelling PSV |  |
| Stadion: WWK ARENA, Augsburg, Duitsland Toeschouwers: 14.521 |             |       |     | Hitz (Giefer '46), Framberger (Thommy '74), Gouweleeuw (Opare '74), Hinteregger (Kačar '74), Max (Stafylidis '61), Baier (Bobadilla '74), Khedira (Koo '46), Schmid (Leitner '74), Gregoritsch (Morávek '61), Caiuby (Heller '23) (Córdova '81), Finnbogason (Danso '74) | Zoet (Van Osch '46), Rosario (Brenet '70), Schwaab, Paal, De Wijs, Ramselaar (Lundqvist '70), Maher (Bergwijn '70), Guðmundsson (Lozano '70), Rigo (Hendrix '70), Lammers (Locadia '83), Pereiro |  |
| Stadion: WWK ARENA, Augsburg, Duitsland Toeschouwers: 14.521 |             |       |     | Hitz (Giefer '46), Framberger (Thommy '74), Gouweleeuw (Opare '74), Hinteregger (Kačar '74), Max (Stafylidis '61), Baier (Bobadilla '74), Khedira (Koo '46), Schmid (Leitner '74), Gregoritsch (Morávek '61), Caiuby (Heller '23) (Córdova '81), Finnbogason (Danso '74) | Zoet (Van Osch '46), Rosario (Brenet '70), Schwaab, Paal, De Wijs, Ramselaar (Lundqvist '70), Maher (Bergwijn '70), Guðmundsson (Lozano '70), Rigo (Hendrix '70), Lammers (Locadia '83), Pereiro |  |
| Stadion: WWK ARENA, Augsburg, Duitsland Toeschouwers: 14.521 |             |       |     | Hitz (Giefer '46), Framberger (Thommy '74), Gouweleeuw (Opare '74), Hinteregger (Kačar '74), Max (Stafylidis '61), Baier (Bobadilla '74), Khedira (Koo '46), Schmid (Leitner '74), Gregoritsch (Morávek '61), Caiuby (Heller '23) (Córdova '81), Finnbogason (Danso '74) | Zoet (Van Osch '46), Rosario (Brenet '70), Schwaab, Paal, De Wijs, Ramselaar (Lundqvist '70), Maher (Bergwijn '70), Guðmundsson (Lozano '70), Rigo (Hendrix '70), Lammers (Locadia '83), Pereiro |  |
|                                                              |             |       |     | | |  |

| 11 januari 2018, 01:00 uur (MET) | Corinthians     | 1 – 1 (1 – 0) | PSV           | Opstelling Corinthians | Opstelling PSV |  |
| Stadion: Orlando City Stadium, Orlando, Verenigde Staten Scheidsrechter: Jonathan Bilinski | Rodriguinho 23' |               | 90+3' Lammers | Eerste helft: Cássio, Fagner, Balbuena, Pedro, Juninho, Gabriel, Clayson, Jádson, Rodriguinho, Romero, Kâzım-Richards Tweede helft: Caíque, Léo Príncipe, Maycon, Guilherme, Léo Santos, Mantuan, Júnior Dutra, Fellipe Bastos, Camacho, Lucca | Zoet, Arias, Schwaab, Isimat-Mirin, Brenet (Maher '74), Hendrix, Van Ginkel (Rosario '46), Pereiro (Mauro Júnior '74), Bergwijn (Gakpo '74), De Jong (Lammers '83), Lozano (Malen '74) |  |
| Stadion: Orlando City Stadium, Orlando, Verenigde Staten Scheidsrechter: Jonathan Bilinski |                 |               |               | Eerste helft: Cássio, Fagner, Balbuena, Pedro, Juninho, Gabriel, Clayson, Jádson, Rodriguinho, Romero, Kâzım-Richards Tweede helft: Caíque, Léo Príncipe, Maycon, Guilherme, Léo Santos, Mantuan, Júnior Dutra, Fellipe Bastos, Camacho, Lucca | Zoet, Arias, Schwaab, Isimat-Mirin, Brenet (Maher '74), Hendrix, Van Ginkel (Rosario '46), Pereiro (Mauro Júnior '74), Bergwijn (Gakpo '74), De Jong (Lammers '83), Lozano (Malen '74) |  |
| Stadion: Orlando City Stadium, Orlando, Verenigde Staten Scheidsrechter: Jonathan Bilinski |                 |               |               | Eerste helft: Cássio, Fagner, Balbuena, Pedro, Juninho, Gabriel, Clayson, Jádson, Rodriguinho, Romero, Kâzım-Richards Tweede helft: Caíque, Léo Príncipe, Maycon, Guilherme, Léo Santos, Mantuan, Júnior Dutra, Fellipe Bastos, Camacho, Lucca | Zoet, Arias, Schwaab, Isimat-Mirin, Brenet (Maher '74), Hendrix, Van Ginkel (Rosario '46), Pereiro (Mauro Júnior '74), Bergwijn (Gakpo '74), De Jong (Lammers '83), Lozano (Malen '74) |  |
| Bijz.: In het kader van de Florida Cup werd bij gelijkspel na afloop van de reguliere speeltijd strafschoppen genomen. De winnaar kreeg een extra punt in het toernooi om de Florida Cup. Het werd 5 - 4 voor Corinthians. Namens PSV miste Lammers de genomen strafschop. |                 |               |               | | |  |

| 13 januari 2018, 01:00 uur (MET) | PSV         | 1 – 1 (1 – 0) | Fluminense    | Opstelling PSV | Opstelling Fluminense |  |
| Stadion: Spectrum Stadium, Orlando, Verenigde Staten Scheidsrechter: Esteban Rosano | Lammers 41' |               | 90+2' Robinho | Room (Van Osch '75), Rosario (Brenet '75), Luckassen, Obispo, Paal, Rigo (Hendrix '75), Lundqvist (Maher '75), Mauro Júnior (Pereiro '75), Gakpo (Lozano '75), Lammers, Malen | Júlio César, Gilberto (Mateus Norton '80), Gum (Frazan '65), Renato Chaves, Reginaldo (Ibañez '46), Marlon (Ayrton '78), Richard (Jádson '62), Douglas (Marlon Freitas '73), Sornoza (Robinho '46), Marcos Júnior (Matheus Alessandro '65) (Romarinho '90), Dourado (Pedro '73) |  |
| Stadion: Spectrum Stadium, Orlando, Verenigde Staten Scheidsrechter: Esteban Rosano |             |               |               | Room (Van Osch '75), Rosario (Brenet '75), Luckassen, Obispo, Paal, Rigo (Hendrix '75), Lundqvist (Maher '75), Mauro Júnior (Pereiro '75), Gakpo (Lozano '75), Lammers, Malen | Júlio César, Gilberto (Mateus Norton '80), Gum (Frazan '65), Renato Chaves, Reginaldo (Ibañez '46), Marlon (Ayrton '78), Richard (Jádson '62), Douglas (Marlon Freitas '73), Sornoza (Robinho '46), Marcos Júnior (Matheus Alessandro '65) (Romarinho '90), Dourado (Pedro '73) |  |
| Stadion: Spectrum Stadium, Orlando, Verenigde Staten Scheidsrechter: Esteban Rosano |             |               |               | Room (Van Osch '75), Rosario (Brenet '75), Luckassen, Obispo, Paal, Rigo (Hendrix '75), Lundqvist (Maher '75), Mauro Júnior (Pereiro '75), Gakpo (Lozano '75), Lammers, Malen | Júlio César, Gilberto (Mateus Norton '80), Gum (Frazan '65), Renato Chaves, Reginaldo (Ibañez '46), Marlon (Ayrton '78), Richard (Jádson '62), Douglas (Marlon Freitas '73), Sornoza (Robinho '46), Marcos Júnior (Matheus Alessandro '65) (Romarinho '90), Dourado (Pedro '73) |  |
| Bijz.: In het kader van de Florida Cup werd bij gelijkspel na afloop van de reguliere speeltijd strafschoppen genomen. De winnaar kreeg een extra punt in het toernooi om de Florida Cup. Het werd 5 - 4 voor PSV. |             |               |               | | |  |

## Eredivisie

### Wedstrijden

#### Augustus
| Speelronde 1: 12 augustus 2017, 18:30 uur                                              | PSV                                   | 3 – 2 (1 – 1) | AZ                                 | Opstelling PSV | Opstelling AZ |  |
| Stadion: Philips Stadion, Eindhoven Toeschouwers: 32.700 Scheidsrechter: Björn Kuipers | Lozano 31' Pereiro 48' Van Ginkel 76' |               | 18' Dos Santos 81' (pen.) Weghorst | Zoet, Arias, Schwaab, Isimat-Mirin, Brenet (Paal '31), Van Ginkel , Pereiro, Hendrix, Bergwijn (Ramselaar '67), Locadia, Lozano (De Wijs '85) | Bizot, Svensson, Vlaar , Wuytens, Ouwejan, Til (Seuntjens '73 ), Vejinović (Garcia '82), Van Overeem, Stengs (Dos Santos '8), Weghorst, Jahanbakhsh |  |
| Stadion: Philips Stadion, Eindhoven Toeschouwers: 32.700 Scheidsrechter: Björn Kuipers |                                       |               |                                    | Zoet, Arias, Schwaab, Isimat-Mirin, Brenet (Paal '31), Van Ginkel , Pereiro, Hendrix, Bergwijn (Ramselaar '67), Locadia, Lozano (De Wijs '85) | Bizot, Svensson, Vlaar , Wuytens, Ouwejan, Til (Seuntjens '73 ), Vejinović (Garcia '82), Van Overeem, Stengs (Dos Santos '8), Weghorst, Jahanbakhsh |  |
| Stadion: Philips Stadion, Eindhoven Toeschouwers: 32.700 Scheidsrechter: Björn Kuipers |                                       |               |                                    | Zoet, Arias, Schwaab, Isimat-Mirin, Brenet (Paal '31), Van Ginkel , Pereiro, Hendrix, Bergwijn (Ramselaar '67), Locadia, Lozano (De Wijs '85) | Bizot, Svensson, Vlaar , Wuytens, Ouwejan, Til (Seuntjens '73 ), Vejinović (Garcia '82), Van Overeem, Stengs (Dos Santos '8), Weghorst, Jahanbakhsh |  |
|                                                                                        |                                       |               |                                    | | |  |

| Speelronde 2: 20 augustus 2017, 16:45 uur                                               | NAC Breda          | 1 – 4 (1 – 1) | PSV                                                | Opstelling NAC Breda | Opstelling PSV |  |
| Stadion: Rat Verlegh Stadion, Breda Toeschouwers: 18.788 Scheidsrechter: Pol van Boekel | Ambrose 41' (pen.) |               | 17' Bergwijn 60' Van Ginkel 69' Lozano 87' Hendrix | Noppert, Horsfield (Mets '79), Koch, Marí , Angeliño, Verschueren, Vloet, El Allouchi (Korte '73), Fernandes (Agyepong '68), Ambrose, García | Zoet, Arias, Luckassen, Isimat-Mirin, Paal, Van Ginkel , Pereiro (De Jong '58), Hendrix, Bergwijn (Ramselaar '73), Locadia, Lozano (Guðmundsson '90) |  |
| Stadion: Rat Verlegh Stadion, Breda Toeschouwers: 18.788 Scheidsrechter: Pol van Boekel |                    |               |                                                    | Noppert, Horsfield (Mets '79), Koch, Marí , Angeliño, Verschueren, Vloet, El Allouchi (Korte '73), Fernandes (Agyepong '68), Ambrose, García | Zoet, Arias, Luckassen, Isimat-Mirin, Paal, Van Ginkel , Pereiro (De Jong '58), Hendrix, Bergwijn (Ramselaar '73), Locadia, Lozano (Guðmundsson '90) |  |
| Stadion: Rat Verlegh Stadion, Breda Toeschouwers: 18.788 Scheidsrechter: Pol van Boekel |                    |               |                                                    | Noppert, Horsfield (Mets '79), Koch, Marí , Angeliño, Verschueren, Vloet, El Allouchi (Korte '73), Fernandes (Agyepong '68), Ambrose, García | Zoet, Arias, Luckassen, Isimat-Mirin, Paal, Van Ginkel , Pereiro (De Jong '58), Hendrix, Bergwijn (Ramselaar '73), Locadia, Lozano (Guðmundsson '90) |  |
|                                                                                         |                    |               |                                                    | | |  |

| Speelronde 3: 27 augustus 2017, 16:45 uur                                               | PSV                   | 2 – 0 (2 – 0) | Roda JC Kerkrade | Opstelling PSV | Opstelling Roda JC Kerkrade |  |
| Stadion: Philips Stadion, Eindhoven Toeschouwers: 32.200 Scheidsrechter: Danny Makkelie | Locadia 9' Lozano 24' |               |                  | Zoet, Brenet, Luckassen, Isimat-Mirin, Paal, Van Ginkel , Pereiro (De Jong '65), Hendrix, Bergwijn (Ramselaar '65), Locadia, Lozano (Rosario '85) | Jurjus, Kum, Ananou , Werker, Van Peppen , Rosheuvel, Gnjatić, Gustafson, El Makrini (Ndenge '46), Paulissen (Van Velzen '57), Vancamp (Djim '74) |  |
| Stadion: Philips Stadion, Eindhoven Toeschouwers: 32.200 Scheidsrechter: Danny Makkelie |                       |               |                  | Zoet, Brenet, Luckassen, Isimat-Mirin, Paal, Van Ginkel , Pereiro (De Jong '65), Hendrix, Bergwijn (Ramselaar '65), Locadia, Lozano (Rosario '85) | Jurjus, Kum, Ananou , Werker, Van Peppen , Rosheuvel, Gnjatić, Gustafson, El Makrini (Ndenge '46), Paulissen (Van Velzen '57), Vancamp (Djim '74) |  |
| Stadion: Philips Stadion, Eindhoven Toeschouwers: 32.200 Scheidsrechter: Danny Makkelie |                       |               |                  | Zoet, Brenet, Luckassen, Isimat-Mirin, Paal, Van Ginkel , Pereiro (De Jong '65), Hendrix, Bergwijn (Ramselaar '65), Locadia, Lozano (Rosario '85) | Jurjus, Kum, Ananou , Werker, Van Peppen , Rosheuvel, Gnjatić, Gustafson, El Makrini (Ndenge '46), Paulissen (Van Velzen '57), Vancamp (Djim '74) |  |
|                                                                                         |                       |               |                  | | |  |

#### September
| Speelronde 4: 10 september 2017, 12:30 uur                                               | sc Heerenveen               | 2 – 0 (2 – 0) | PSV | Opstelling sc Heerenveen | Opstelling PSV |  |
| Stadion: Abe Lenstra Stadion, Heerenveen Toeschouwers: 22.345 Scheidsrechter: Kevin Blom | Zeneli 4' Ghoochannejhad 6' |               |     | Hansen, Dumfries (Schmidt '68), Høegh, Pierie (Næss '82), Woudenberg, Kobayashi, Thorsby, Schaars , Ødegaard (Rojas '77), Ghoochannejhad, Zeneli | Zoet, Arias, Luckassen , Isimat-Mirin , Paal, Van Ginkel , Hendrix , Ramselaar (De Jong '60), Bergwijn (Pereiro '80), Locadia, Lozano '37 |  |
| Stadion: Abe Lenstra Stadion, Heerenveen Toeschouwers: 22.345 Scheidsrechter: Kevin Blom |                             |               |     | Hansen, Dumfries (Schmidt '68), Høegh, Pierie (Næss '82), Woudenberg, Kobayashi, Thorsby, Schaars , Ødegaard (Rojas '77), Ghoochannejhad, Zeneli | Zoet, Arias, Luckassen , Isimat-Mirin , Paal, Van Ginkel , Hendrix , Ramselaar (De Jong '60), Bergwijn (Pereiro '80), Locadia, Lozano '37 |  |
| Stadion: Abe Lenstra Stadion, Heerenveen Toeschouwers: 22.345 Scheidsrechter: Kevin Blom |                             |               |     | Hansen, Dumfries (Schmidt '68), Høegh, Pierie (Næss '82), Woudenberg, Kobayashi, Thorsby, Schaars , Ødegaard (Rojas '77), Ghoochannejhad, Zeneli | Zoet, Arias, Luckassen , Isimat-Mirin , Paal, Van Ginkel , Hendrix , Ramselaar (De Jong '60), Bergwijn (Pereiro '80), Locadia, Lozano '37 |  |
|                                                                                          |                             |               |     | | |  |

| Speelronde 5: 17 september 2017, 16:45 uur                                             | PSV        | 1 – 0 (1 – 0) | Feyenoord | Opstelling PSV | Opstelling Feyenoord |  |
| Stadion: Philips Stadion, Eindhoven Toeschouwers: 35.000 Scheidsrechter: Björn Kuipers | Pereiro 2' |               |           | Zoet, Arias, Schwaab, Isimat-Mirin, Brenet, Van Ginkel , Hendrix, Pereiro (Rosario '86), Bergwijn (Ramselaar '59 ), De Jong (Lammers '18), Locadia | Jones, Diks, Botteghin, Van der Heijden (Vente '84), Haps (Başacıkoğlu '72), El Ahmadi , Toornstra , Vilhena, Berghuis '43, Kramer (Amrabat '46), Boëtius |  |
| Stadion: Philips Stadion, Eindhoven Toeschouwers: 35.000 Scheidsrechter: Björn Kuipers |            |               |           | Zoet, Arias, Schwaab, Isimat-Mirin, Brenet, Van Ginkel , Hendrix, Pereiro (Rosario '86), Bergwijn (Ramselaar '59 ), De Jong (Lammers '18), Locadia | Jones, Diks, Botteghin, Van der Heijden (Vente '84), Haps (Başacıkoğlu '72), El Ahmadi , Toornstra , Vilhena, Berghuis '43, Kramer (Amrabat '46), Boëtius |  |
| Stadion: Philips Stadion, Eindhoven Toeschouwers: 35.000 Scheidsrechter: Björn Kuipers |            |               |           | Zoet, Arias, Schwaab, Isimat-Mirin, Brenet, Van Ginkel , Hendrix, Pereiro (Rosario '86), Bergwijn (Ramselaar '59 ), De Jong (Lammers '18), Locadia | Jones, Diks, Botteghin, Van der Heijden (Vente '84), Haps (Başacıkoğlu '72), El Ahmadi , Toornstra , Vilhena, Berghuis '43, Kramer (Amrabat '46), Boëtius |  |
|                                                                                        |            |               |           | | |  |

| Speelronde 6: 24 september 2017, 12:30 uur                                                  | FC Utrecht        | 1 – 7 (1 – 2) | PSV                                                                             | Opstelling FC Utrecht | Opstelling PSV |  |
| Stadion: Stadion Galgenwaard, Utrecht Toeschouwers: 22.006 Scheidsrechter: Serdar Gözübüyük | Labyad 21' (pen.) |               | 15', 49', 68', 85' (pen.) Locadia 40' Lozano 80' (pen.) Van Ginkel 89' Bergwijn | Jensen, Klaiber (Troupée '70 '84), Van der Maarel, Janssen , Braafheid, Van de Streek, Ayoub, Labyad, Emanuelson, Bahebeck (Görtler '61), Dessers (Kerk '61) | Zoet, Arias, Schwaab, Isimat-Mirin , Brenet, Van Ginkel , Luckassen (Rosario '69), Hendrix (Ramselaar '74), Pereiro (Bergwijn '81), Locadia, Lozano |  |
| Stadion: Stadion Galgenwaard, Utrecht Toeschouwers: 22.006 Scheidsrechter: Serdar Gözübüyük |                   |               |                                                                                 | Jensen, Klaiber (Troupée '70 '84), Van der Maarel, Janssen , Braafheid, Van de Streek, Ayoub, Labyad, Emanuelson, Bahebeck (Görtler '61), Dessers (Kerk '61) | Zoet, Arias, Schwaab, Isimat-Mirin , Brenet, Van Ginkel , Luckassen (Rosario '69), Hendrix (Ramselaar '74), Pereiro (Bergwijn '81), Locadia, Lozano |  |
| Stadion: Stadion Galgenwaard, Utrecht Toeschouwers: 22.006 Scheidsrechter: Serdar Gözübüyük |                   |               |                                                                                 | Jensen, Klaiber (Troupée '70 '84), Van der Maarel, Janssen , Braafheid, Van de Streek, Ayoub, Labyad, Emanuelson, Bahebeck (Görtler '61), Dessers (Kerk '61) | Zoet, Arias, Schwaab, Isimat-Mirin , Brenet, Van Ginkel , Luckassen (Rosario '69), Hendrix (Ramselaar '74), Pereiro (Bergwijn '81), Locadia, Lozano |  |
|                                                                                             |                   |               |                                                                                 | | |  |

| Speelronde 7: 30 september 2017, 19:45 uur                                               | PSV                                               | 4 – 0 (0 – 0) | Willem II | Opstelling PSV | Opstelling Willem II |  |
| Stadion: Philips Stadion, Eindhoven Toeschouwers: 31.565 Scheidsrechter: Jeroen Manschot | Lozano 49', 58' Pereiro 55' Van Ginkel 70' (pen.) |               |           | Zoet, Arias, Schwaab, Isimat-Mirin, Brenet, Van Ginkel , Pereiro (Ramselaar '78), Hendrix (Rigo '86), Bergwijn (Lammers '71), Locadia, Lozano | Wellenreuther , Heerkens , Lachman , Peters , Van der Linden, Tsimikas, Lieftink (Coulibaly '90), Chirivella, Rienstra, Haye (Croux '83), Sol |  |
| Stadion: Philips Stadion, Eindhoven Toeschouwers: 31.565 Scheidsrechter: Jeroen Manschot |                                                   |               |           | Zoet, Arias, Schwaab, Isimat-Mirin, Brenet, Van Ginkel , Pereiro (Ramselaar '78), Hendrix (Rigo '86), Bergwijn (Lammers '71), Locadia, Lozano | Wellenreuther , Heerkens , Lachman , Peters , Van der Linden, Tsimikas, Lieftink (Coulibaly '90), Chirivella, Rienstra, Haye (Croux '83), Sol |  |
| Stadion: Philips Stadion, Eindhoven Toeschouwers: 31.565 Scheidsrechter: Jeroen Manschot |                                                   |               |           | Zoet, Arias, Schwaab, Isimat-Mirin, Brenet, Van Ginkel , Pereiro (Ramselaar '78), Hendrix (Rigo '86), Bergwijn (Lammers '71), Locadia, Lozano | Wellenreuther , Heerkens , Lachman , Peters , Van der Linden, Tsimikas, Lieftink (Coulibaly '90), Chirivella, Rienstra, Haye (Croux '83), Sol |  |
|                                                                                          |                                                   |               |           | | |  |

#### Oktober
| Speelronde 8: 15 oktober 2017, 14:30 uur                                                      | VVV-Venlo                    | 2 – 5 (1 – 1) | PSV                                                       | Opstelling VVV-Venlo | Opstelling PSV |  |
| Stadion: Seacon Stadion - De Koel -, Venlo Toeschouwers: 8.000 Scheidsrechter: Danny Makkelie | Leemans 40' (pen.) Hunte 48' |               | 23' Locadia 58', 85' Pereiro 67' Schwaab 72' Mauro Júnior | Unnerstall, Janse (Promes '57 '61), Röseler, Van Bruggen, Labylle, Seuntjens , Rutten, Leemans, V. van Crooij (Nwakali '74), Thy (Tissoudali '86), Hunte | Zoet, Arias , Schwaab, Isimat-Mirin , Brenet, Van Ginkel , Pereiro (Guðmundsson '88), Hendrix (Rosario '78), Bergwijn (Mauro Júnior '46), De Jong, Locadia |  |
| Stadion: Seacon Stadion - De Koel -, Venlo Toeschouwers: 8.000 Scheidsrechter: Danny Makkelie |                              |               |                                                           | Unnerstall, Janse (Promes '57 '61), Röseler, Van Bruggen, Labylle, Seuntjens , Rutten, Leemans, V. van Crooij (Nwakali '74), Thy (Tissoudali '86), Hunte | Zoet, Arias , Schwaab, Isimat-Mirin , Brenet, Van Ginkel , Pereiro (Guðmundsson '88), Hendrix (Rosario '78), Bergwijn (Mauro Júnior '46), De Jong, Locadia |  |
| Stadion: Seacon Stadion - De Koel -, Venlo Toeschouwers: 8.000 Scheidsrechter: Danny Makkelie |                              |               |                                                           | Unnerstall, Janse (Promes '57 '61), Röseler, Van Bruggen, Labylle, Seuntjens , Rutten, Leemans, V. van Crooij (Nwakali '74), Thy (Tissoudali '86), Hunte | Zoet, Arias , Schwaab, Isimat-Mirin , Brenet, Van Ginkel , Pereiro (Guðmundsson '88), Hendrix (Rosario '78), Bergwijn (Mauro Júnior '46), De Jong, Locadia |  |
|                                                                                               |                              |               |                                                           | | |  |

| Speelronde 9: 22 oktober 2017, 12:30 uur                                            | PSV                                     | 3 – 0 (1 – 0) | Heracles Almelo | Opstelling PSV | Opstelling Heracles Almelo |  |
| Stadion: Philips Stadion, Eindhoven Toeschouwers: 32.800 Scheidsrechter: Ed Janssen | Lozano 18' Van Ginkel 78', 90+1' (pen.) |               |                 | Zoet, Arias, Schwaab, Isimat-Mirin, Brenet, Van Ginkel , Pereiro (Ramselaar '67), Hendrix, Locadia (Mauro Júnior '71), De Jong, Lozano (Guðmundsson '87) | Castro, Droste , Pröpper '90, Hardeveld , Van Hintum (Van den Buijs '46), Niemeijer (Van Ooijen '65), Pelupessy , Monteiro, Navrátil, Kuwas, Peterson (Gladon '86) |  |
| Stadion: Philips Stadion, Eindhoven Toeschouwers: 32.800 Scheidsrechter: Ed Janssen |                                         |               |                 | Zoet, Arias, Schwaab, Isimat-Mirin, Brenet, Van Ginkel , Pereiro (Ramselaar '67), Hendrix, Locadia (Mauro Júnior '71), De Jong, Lozano (Guðmundsson '87) | Castro, Droste , Pröpper '90, Hardeveld , Van Hintum (Van den Buijs '46), Niemeijer (Van Ooijen '65), Pelupessy , Monteiro, Navrátil, Kuwas, Peterson (Gladon '86) |  |
| Stadion: Philips Stadion, Eindhoven Toeschouwers: 32.800 Scheidsrechter: Ed Janssen |                                         |               |                 | Zoet, Arias, Schwaab, Isimat-Mirin, Brenet, Van Ginkel , Pereiro (Ramselaar '67), Hendrix, Locadia (Mauro Júnior '71), De Jong, Lozano (Guðmundsson '87) | Castro, Droste , Pröpper '90, Hardeveld , Van Hintum (Van den Buijs '46), Niemeijer (Van Ooijen '65), Pelupessy , Monteiro, Navrátil, Kuwas, Peterson (Gladon '86) |  |
|                                                                                     |                                         |               |                 | | |  |

| Speelronde 10: 29 oktober 2017, 12:30 uur                                        | Vitesse                      | 2 – 4 (1 – 1) | PSV                              | Opstelling Vitesse | Opstelling PSV |  |
| Stadion: GelreDome, Arnhem Toeschouwers: 18.232 Scheidsrechter: Serdar Gözübüyük | Locadia 45' (e.d.) Mount 63' |               | 18', 59' Lozano 49', 56' Locadia | Pasveer ( '85), Dabo , Kasjia (Castaignos '85), Miazga , Büttner , Bruns, Serero (Mount '62), Foor, Rashica, Matavž, Linssen | Zoet, Arias , Schwaab , Isimat-Mirin, Brenet, Van Ginkel , Pereiro (Luckassen '77), Hendrix, Lozano, De Jong (Bergwijn '83), Locadia |  |
| Stadion: GelreDome, Arnhem Toeschouwers: 18.232 Scheidsrechter: Serdar Gözübüyük |                              |               |                                  | Pasveer ( '85), Dabo , Kasjia (Castaignos '85), Miazga , Büttner , Bruns, Serero (Mount '62), Foor, Rashica, Matavž, Linssen | Zoet, Arias , Schwaab , Isimat-Mirin, Brenet, Van Ginkel , Pereiro (Luckassen '77), Hendrix, Lozano, De Jong (Bergwijn '83), Locadia |  |
| Stadion: GelreDome, Arnhem Toeschouwers: 18.232 Scheidsrechter: Serdar Gözübüyük |                              |               |                                  | Pasveer ( '85), Dabo , Kasjia (Castaignos '85), Miazga , Büttner , Bruns, Serero (Mount '62), Foor, Rashica, Matavž, Linssen | Zoet, Arias , Schwaab , Isimat-Mirin, Brenet, Van Ginkel , Pereiro (Luckassen '77), Hendrix, Lozano, De Jong (Bergwijn '83), Locadia |  |
|                                                                                  |                              |               |                                  | | |  |

#### November
| Speelronde 11: 5 november 2017, 16:45 uur                                              | PSV                                                                | 4 – 3 (1 – 1) | FC Twente                         | Opstelling PSV | Opstelling FC Twente |  |
| Stadion: Philips Stadion, Eindhoven Toeschouwers: 33.040 Scheidsrechter: Dennis Higler | Locadia 14' Van Ginkel 61' (pen.) De Jong 72' Thesker 90+1' (e.d.) |               | 21' Thesker 68' Lam 75' F. Jensen | Zoet, Arias (Ramselaar '85 ), Schwaab, Isimat-Mirin, Brenet, Van Ginkel , Pereiro, Hendrix (Luckassen '79), Bergwijn (De Jong '67), Locadia, Lozano | Brondeel, Ter Avest (Van der Lely '73), Bijen, Thesker , Cuevas (Kvasina '90+2), Liendl, F. Jensen, Lam , Slagveer, Boere, Tighadouini (George '71) |  |
| Stadion: Philips Stadion, Eindhoven Toeschouwers: 33.040 Scheidsrechter: Dennis Higler |                                                                    |               |                                   | Zoet, Arias (Ramselaar '85 ), Schwaab, Isimat-Mirin, Brenet, Van Ginkel , Pereiro, Hendrix (Luckassen '79), Bergwijn (De Jong '67), Locadia, Lozano | Brondeel, Ter Avest (Van der Lely '73), Bijen, Thesker , Cuevas (Kvasina '90+2), Liendl, F. Jensen, Lam , Slagveer, Boere, Tighadouini (George '71) |  |
| Stadion: Philips Stadion, Eindhoven Toeschouwers: 33.040 Scheidsrechter: Dennis Higler |                                                                    |               |                                   | Zoet, Arias (Ramselaar '85 ), Schwaab, Isimat-Mirin, Brenet, Van Ginkel , Pereiro, Hendrix (Luckassen '79), Bergwijn (De Jong '67), Locadia, Lozano | Brondeel, Ter Avest (Van der Lely '73), Bijen, Thesker , Cuevas (Kvasina '90+2), Liendl, F. Jensen, Lam , Slagveer, Boere, Tighadouini (George '71) |  |
|                                                                                        |                                                                    |               |                                   | | |  |

| Speelronde 12: 19 november 2017, 14:30 uur                                           | PEC Zwolle | 0 – 1 (0 – 0) | PSV                | Opstelling PEC Zwolle | Opstelling PSV |  |
| Stadion: MAC³PARK stadion, Zwolle Toeschouwers: 13.250 Scheidsrechter: Björn Kuipers |            |               | 90+3' Isimat-Mirin | Boer, Ehizibue, Marcellis, Sandler (Freire '79), Van Polen , Saymak, Dekker, Thomas, Namli, Israelsson (Nijland '79), Mokhtar (Ondaan '90+1) | Zoet, Luckassen , Schwaab, Isimat-Mirin, Brenet, Van Ginkel , Pereiro (Bergwijn '66), Hendrix (Rosario '43), Lozano (Maher '90+2), De Jong, Locadia |  |
| Stadion: MAC³PARK stadion, Zwolle Toeschouwers: 13.250 Scheidsrechter: Björn Kuipers |            |               |                    | Boer, Ehizibue, Marcellis, Sandler (Freire '79), Van Polen , Saymak, Dekker, Thomas, Namli, Israelsson (Nijland '79), Mokhtar (Ondaan '90+1) | Zoet, Luckassen , Schwaab, Isimat-Mirin, Brenet, Van Ginkel , Pereiro (Bergwijn '66), Hendrix (Rosario '43), Lozano (Maher '90+2), De Jong, Locadia |  |
| Stadion: MAC³PARK stadion, Zwolle Toeschouwers: 13.250 Scheidsrechter: Björn Kuipers |            |               |                    | Boer, Ehizibue, Marcellis, Sandler (Freire '79), Van Polen , Saymak, Dekker, Thomas, Namli, Israelsson (Nijland '79), Mokhtar (Ondaan '90+1) | Zoet, Luckassen , Schwaab, Isimat-Mirin, Brenet, Van Ginkel , Pereiro (Bergwijn '66), Hendrix (Rosario '43), Lozano (Maher '90+2), De Jong, Locadia |  |
|                                                                                      |            |               |                    | | |  |

| Speelronde 13: 26 november 2017, 14:30 uur                                                         | Excelsior    | 1 – 2 (0 – 2) | PSV                            | Opstelling Excelsior | Opstelling PSV |  |
| Stadion: Van Donge & De Roo Stadion, Rotterdam Toeschouwers: 4.400 Scheidsrechter: Jochem Kamphuis | Koolwijk 52' |               | 13' (e.d.) Mattheij 41' Lozano | Kristinsson, Karami, Mattheij , Faes, Massop, Fortes (Vermeulen '88), Messaoud, Koolwijk , Elbers, Van Duinen (Caenepeel '79), El Azzouzi (Hadouir '72) | Zoet, Arias, Schwaab, Isimat-Mirin , Brenet, Van Ginkel , Pereiro (Ramselaar '69), Hendrix, Lozano (Bergwijn '81), De Jong, Locadia |  |
| Stadion: Van Donge & De Roo Stadion, Rotterdam Toeschouwers: 4.400 Scheidsrechter: Jochem Kamphuis |              |               |                                | Kristinsson, Karami, Mattheij , Faes, Massop, Fortes (Vermeulen '88), Messaoud, Koolwijk , Elbers, Van Duinen (Caenepeel '79), El Azzouzi (Hadouir '72) | Zoet, Arias, Schwaab, Isimat-Mirin , Brenet, Van Ginkel , Pereiro (Ramselaar '69), Hendrix, Lozano (Bergwijn '81), De Jong, Locadia |  |
| Stadion: Van Donge & De Roo Stadion, Rotterdam Toeschouwers: 4.400 Scheidsrechter: Jochem Kamphuis |              |               |                                | Kristinsson, Karami, Mattheij , Faes, Massop, Fortes (Vermeulen '88), Messaoud, Koolwijk , Elbers, Van Duinen (Caenepeel '79), El Azzouzi (Hadouir '72) | Zoet, Arias, Schwaab, Isimat-Mirin , Brenet, Van Ginkel , Pereiro (Ramselaar '69), Hendrix, Lozano (Bergwijn '81), De Jong, Locadia |  |
| |              |               |                                | | |  |

#### December
| Speelronde 14: 3 december 2017, 14:30 uur                                              | PSV         | 1 – 0 (0 – 0) | Sparta Rotterdam | Opstelling PSV | Opstelling Sparta Rotterdam |  |
| Stadion: Philips Stadion, Eindhoven Toeschouwers: 33.000 Scheidsrechter: Siemen Mulder | De Jong 52' |               |                  | Zoet, Arias, Schwaab, Isimat-Mirin, Brenet, Van Ginkel , Pereiro (Ramselaar '77), Hendrix, Lozano (Luckassen '85), Locadia, Bergwijn (De Jong '46) | Kortsmit, Holst , Fischer, Breuer (Ache '82), Floranus, Duarte, Sanusi ( '82), Dougall (Veenhoven '56), Goodwin (Brogno '76), Mühren, Proschwitz |  |
| Stadion: Philips Stadion, Eindhoven Toeschouwers: 33.000 Scheidsrechter: Siemen Mulder |             |               |                  | Zoet, Arias, Schwaab, Isimat-Mirin, Brenet, Van Ginkel , Pereiro (Ramselaar '77), Hendrix, Lozano (Luckassen '85), Locadia, Bergwijn (De Jong '46) | Kortsmit, Holst , Fischer, Breuer (Ache '82), Floranus, Duarte, Sanusi ( '82), Dougall (Veenhoven '56), Goodwin (Brogno '76), Mühren, Proschwitz |  |
| Stadion: Philips Stadion, Eindhoven Toeschouwers: 33.000 Scheidsrechter: Siemen Mulder |             |               |                  | Zoet, Arias, Schwaab, Isimat-Mirin, Brenet, Van Ginkel , Pereiro (Ramselaar '77), Hendrix, Lozano (Luckassen '85), Locadia, Bergwijn (De Jong '46) | Kortsmit, Holst , Fischer, Breuer (Ache '82), Floranus, Duarte, Sanusi ( '82), Dougall (Veenhoven '56), Goodwin (Brogno '76), Mühren, Proschwitz |  |
|                                                                                        |             |               |                  | | |  |

| Speelronde 15: 10 december 2017, 17:00 uur                                          | Ajax                                 | 3 – 0 (0 – 0) | PSV | Opstelling Ajax | Opstelling PSV |  |
| Stadion: Amsterdam ArenA, Amsterdam Toeschouwers: 52.379 Scheidsrechter: Kevin Blom | Neres 61' Schöne 64' Van de Beek 72' |               |     | Onana, Veltman (Zeefuik '81 ), De Ligt, F. de Jong, Wöber , Van de Beek, Schöne ( '81), Ziyech, Neres (S. de Jong '87), Dolberg (Huntelaar '77), Kluivert | Zoet, Arias, Isimat-Mirin, Schwaab, Brenet , Van Ginkel , Luckassen (Ramselaar '74), Hendrix , Pereiro (Bergwijn '74), Locadia (De Jong '12), Lozano |  |
| Stadion: Amsterdam ArenA, Amsterdam Toeschouwers: 52.379 Scheidsrechter: Kevin Blom |                                      |               |     | Onana, Veltman (Zeefuik '81 ), De Ligt, F. de Jong, Wöber , Van de Beek, Schöne ( '81), Ziyech, Neres (S. de Jong '87), Dolberg (Huntelaar '77), Kluivert | Zoet, Arias, Isimat-Mirin, Schwaab, Brenet , Van Ginkel , Luckassen (Ramselaar '74), Hendrix , Pereiro (Bergwijn '74), Locadia (De Jong '12), Lozano |  |
| Stadion: Amsterdam ArenA, Amsterdam Toeschouwers: 52.379 Scheidsrechter: Kevin Blom |                                      |               |     | Onana, Veltman (Zeefuik '81 ), De Ligt, F. de Jong, Wöber , Van de Beek, Schöne ( '81), Ziyech, Neres (S. de Jong '87), Dolberg (Huntelaar '77), Kluivert | Zoet, Arias, Isimat-Mirin, Schwaab, Brenet , Van Ginkel , Luckassen (Ramselaar '74), Hendrix , Pereiro (Bergwijn '74), Locadia (De Jong '12), Lozano |  |
|                                                                                     |                                      |               |     | | |  |

| Speelronde 16: 13 december 2017, 18:30 uur                                              | FC Groningen                                      | 3 – 3 (1 – 3) | PSV                                     | Opstelling FC Groningen | Opstelling PSV |  |
| Stadion: Noordlease Stadion, Groningen Toeschouwers: 20.103 Scheidsrechter: Bas Nijhuis | Van Nieff 31' Veldwijk 54' (pen.) Te Wierik 90+5' |               | 7', 37' (pen.) Van Ginkel 16' Ramselaar | Padt , Te Wierik, Memišević, Van Nieff , Warmerdam, Bacuna, Doan (Mahi '46), Reis (Kane '75), Drost, Van Weert (Veldwijk '46), Idrissi | Zoet , Arias, Schwaab, Isimat-Mirin, Brenet, Van Ginkel , Ramselaar, Hendrix, Lozano (Luckassen '90+3), De Jong, Bergwijn (Rosario '83) |  |
| Stadion: Noordlease Stadion, Groningen Toeschouwers: 20.103 Scheidsrechter: Bas Nijhuis |                                                   |               |                                         | Padt , Te Wierik, Memišević, Van Nieff , Warmerdam, Bacuna, Doan (Mahi '46), Reis (Kane '75), Drost, Van Weert (Veldwijk '46), Idrissi | Zoet , Arias, Schwaab, Isimat-Mirin, Brenet, Van Ginkel , Ramselaar, Hendrix, Lozano (Luckassen '90+3), De Jong, Bergwijn (Rosario '83) |  |
| Stadion: Noordlease Stadion, Groningen Toeschouwers: 20.103 Scheidsrechter: Bas Nijhuis |                                                   |               |                                         | Padt , Te Wierik, Memišević, Van Nieff , Warmerdam, Bacuna, Doan (Mahi '46), Reis (Kane '75), Drost, Van Weert (Veldwijk '46), Idrissi | Zoet , Arias, Schwaab, Isimat-Mirin, Brenet, Van Ginkel , Ramselaar, Hendrix, Lozano (Luckassen '90+3), De Jong, Bergwijn (Rosario '83) |  |
|                                                                                         |                                                   |               |                                         | | |  |

| Speelronde 17: 16 december 2017, 19:45 uur                                             | PSV                                  | 3 – 0 (3 – 0) | ADO Den Haag | Opstelling PSV | Opstelling ADO Den Haag |  |
| Stadion: Philips Stadion, Eindhoven Toeschouwers: 32.700 Scheidsrechter: Björn Kuipers | De Jong 5', 7' Van Ginkel 35' (pen.) |               |              | Zoet, Arias , Schwaab, Isimat-Mirin, Brenet, Van Ginkel , Ramselaar (Pereiro '76), Hendrix, Lozano (Mauro Júnior '81), De Jong (Lammers '76), Bergwijn | Zwinkels (Coremans '43), Ebuehi, Meißner '80, N. Kuipers , Meijers , Immers, El Khayati, Bakker, Becker , Johnsen (Pinas '82), Hooi (Falkenburg '64) |  |
| Stadion: Philips Stadion, Eindhoven Toeschouwers: 32.700 Scheidsrechter: Björn Kuipers |                                      |               |              | Zoet, Arias , Schwaab, Isimat-Mirin, Brenet, Van Ginkel , Ramselaar (Pereiro '76), Hendrix, Lozano (Mauro Júnior '81), De Jong (Lammers '76), Bergwijn | Zwinkels (Coremans '43), Ebuehi, Meißner '80, N. Kuipers , Meijers , Immers, El Khayati, Bakker, Becker , Johnsen (Pinas '82), Hooi (Falkenburg '64) |  |
| Stadion: Philips Stadion, Eindhoven Toeschouwers: 32.700 Scheidsrechter: Björn Kuipers |                                      |               |              | Zoet, Arias , Schwaab, Isimat-Mirin, Brenet, Van Ginkel , Ramselaar (Pereiro '76), Hendrix, Lozano (Mauro Júnior '81), De Jong (Lammers '76), Bergwijn | Zwinkels (Coremans '43), Ebuehi, Meißner '80, N. Kuipers , Meijers , Immers, El Khayati, Bakker, Becker , Johnsen (Pinas '82), Hooi (Falkenburg '64) |  |
|                                                                                        |                                      |               |              | | |  |

| Speelronde 18: 23 december 2017, 19:45 uur                                             | PSV                    | 2 – 1 (1 – 1) | Vitesse    | Opstelling PSV | Opstelling Vitesse |  |
| Stadion: Philips Stadion, Eindhoven Toeschouwers: 33.800 Scheidsrechter: Dennis Higler | Schwaab 43' Lozano 53' |               | 32' Matavž | Zoet, Arias, Schwaab, Isimat-Mirin, Brenet, Van Ginkel , Hendrix, Ramselaar, Lozano (Guðmundsson '88), De Jong, Bergwijn (Pereiro '89) | Pasveer, Lelieveld (Dabo '82), Kasjia (Castaignos '78), Miazga , Oude Kotte, Faye , Mount, Linssen, Foor (Bruns '23 ( '78)), Rashica, Matavž |  |
| Stadion: Philips Stadion, Eindhoven Toeschouwers: 33.800 Scheidsrechter: Dennis Higler |                        |               |            | Zoet, Arias, Schwaab, Isimat-Mirin, Brenet, Van Ginkel , Hendrix, Ramselaar, Lozano (Guðmundsson '88), De Jong, Bergwijn (Pereiro '89) | Pasveer, Lelieveld (Dabo '82), Kasjia (Castaignos '78), Miazga , Oude Kotte, Faye , Mount, Linssen, Foor (Bruns '23 ( '78)), Rashica, Matavž |  |
| Stadion: Philips Stadion, Eindhoven Toeschouwers: 33.800 Scheidsrechter: Dennis Higler |                        |               |            | Zoet, Arias, Schwaab, Isimat-Mirin, Brenet, Van Ginkel , Hendrix, Ramselaar, Lozano (Guðmundsson '88), De Jong, Bergwijn (Pereiro '89) | Pasveer, Lelieveld (Dabo '82), Kasjia (Castaignos '78), Miazga , Oude Kotte, Faye , Mount, Linssen, Foor (Bruns '23 ( '78)), Rashica, Matavž |  |
|                                                                                        |                        |               |            | | |  |

#### Januari
| Speelronde 19: 21 januari 2018, 16:45 uur                       | Heracles Almelo      | 1 – 2 (0 – 1) | PSV                          | Opstelling Heracles Almelo | Opstelling PSV |  |
| Stadion: Polman Stadion, Almelo Toeschouwers: 11.211 Ed Janssen | Hardeveld 66' (pen.) |               | 45+1' Bergwijn 90+3' De Jong | Castro , Breukers, Pröpper, Wuytens, Hardeveld, Niemeijer (Van Ooijen '58), Jakubiak, Monteiro, Darri, Vermeij (Gladon '86), Peterson | Zoet, Arias , Schwaab, Isimat-Mirin, Brenet, Ramselaar, Mauro Júnior (Pereiro '74), Hendrix, Bergwijn (Guðmundsson '83), De Jong , Lozano |  |
| Stadion: Polman Stadion, Almelo Toeschouwers: 11.211 Ed Janssen |                      |               |                              | Castro , Breukers, Pröpper, Wuytens, Hardeveld, Niemeijer (Van Ooijen '58), Jakubiak, Monteiro, Darri, Vermeij (Gladon '86), Peterson | Zoet, Arias , Schwaab, Isimat-Mirin, Brenet, Ramselaar, Mauro Júnior (Pereiro '74), Hendrix, Bergwijn (Guðmundsson '83), De Jong , Lozano |  |
| Stadion: Polman Stadion, Almelo Toeschouwers: 11.211 Ed Janssen |                      |               |                              | Castro , Breukers, Pröpper, Wuytens, Hardeveld, Niemeijer (Van Ooijen '58), Jakubiak, Monteiro, Darri, Vermeij (Gladon '86), Peterson | Zoet, Arias , Schwaab, Isimat-Mirin, Brenet, Ramselaar, Mauro Júnior (Pereiro '74), Hendrix, Bergwijn (Guðmundsson '83), De Jong , Lozano |  |
|                                                                 |                      |               |                              | | |  |

| Speelronde 20: 27 januari 2018, 19:45 uur                                           | FC Twente | 0 – 2 (0 – 1) | PSV                 | Opstelling FC Twente | Opstelling PSV |  |
| Stadion: De Grolsch Veste, Enschede Toeschouwers: 25.700 Scheidsrechter: Kevin Blom |           |               | 4' Lozano 90' Arias | Drommel, Ter Avest (Hooiveld '86 ( '86)), Bijen, Lam, R. Jensen, Cuevas (Tighadouini '80), Maher , Vučkić, F. Jensen, Boere (El Hamdaoui '65), Assaidi | Zoet, Arias, Schwaab, Isimat-Mirin, Brenet, Van Ginkel , Hendrix, Ramselaar (Mauro Júnior '84), Lozano, De Jong, Bergwijn (Luckassen '71) |  |
| Stadion: De Grolsch Veste, Enschede Toeschouwers: 25.700 Scheidsrechter: Kevin Blom |           |               |                     | Drommel, Ter Avest (Hooiveld '86 ( '86)), Bijen, Lam, R. Jensen, Cuevas (Tighadouini '80), Maher , Vučkić, F. Jensen, Boere (El Hamdaoui '65), Assaidi | Zoet, Arias, Schwaab, Isimat-Mirin, Brenet, Van Ginkel , Hendrix, Ramselaar (Mauro Júnior '84), Lozano, De Jong, Bergwijn (Luckassen '71) |  |
| Stadion: De Grolsch Veste, Enschede Toeschouwers: 25.700 Scheidsrechter: Kevin Blom |           |               |                     | Drommel, Ter Avest (Hooiveld '86 ( '86)), Bijen, Lam, R. Jensen, Cuevas (Tighadouini '80), Maher , Vučkić, F. Jensen, Boere (El Hamdaoui '65), Assaidi | Zoet, Arias, Schwaab, Isimat-Mirin, Brenet, Van Ginkel , Hendrix, Ramselaar (Mauro Júnior '84), Lozano, De Jong, Bergwijn (Luckassen '71) |  |
|                                                                                     |           |               |                     | | |  |

#### Februari
| Speelronde 21: 3 februari 2018, 19:45 uur                                                 | PSV                                | 4 – 0 (1 – 0) | PEC Zwolle | Opstelling PSV | Opstelling PEC Zwolle |  |
| Stadion: Philips Stadion, Eindhoven Toeschouwers: 32.800 Scheidsrechter: Serdar Gözübüyük | De Jong 45+3', 65', 72' Brenet 78' |               |            | Zoet ( '82), Arias, Schwaab, Isimat-Mirin, Brenet, Van Ginkel (Mauro Júnior '70), Hendrix, Ramselaar, Lozano, De Jong ( '70) (Malen '82), Bergwijn (Guðmundsson '77) | Van der Hart '42, Ehizibue, Marcellis , Sandler, Freire , Dekker ((Ondaan '30) (Hauptmeijer '43)), Marinus (Menig '73), Bakker, Namli, Nijland, Mokhtar |  |
| Stadion: Philips Stadion, Eindhoven Toeschouwers: 32.800 Scheidsrechter: Serdar Gözübüyük |                                    |               |            | Zoet ( '82), Arias, Schwaab, Isimat-Mirin, Brenet, Van Ginkel (Mauro Júnior '70), Hendrix, Ramselaar, Lozano, De Jong ( '70) (Malen '82), Bergwijn (Guðmundsson '77) | Van der Hart '42, Ehizibue, Marcellis , Sandler, Freire , Dekker ((Ondaan '30) (Hauptmeijer '43)), Marinus (Menig '73), Bakker, Namli, Nijland, Mokhtar |  |
| Stadion: Philips Stadion, Eindhoven Toeschouwers: 32.800 Scheidsrechter: Serdar Gözübüyük |                                    |               |            | Zoet ( '82), Arias, Schwaab, Isimat-Mirin, Brenet, Van Ginkel (Mauro Júnior '70), Hendrix, Ramselaar, Lozano, De Jong ( '70) (Malen '82), Bergwijn (Guðmundsson '77) | Van der Hart '42, Ehizibue, Marcellis , Sandler, Freire , Dekker ((Ondaan '30) (Hauptmeijer '43)), Marinus (Menig '73), Bakker, Namli, Nijland, Mokhtar |  |
|                                                                                           |                                    |               |            | | |  |

| Speelronde 22: 7 februari 2018, 18:30 uur                                                | PSV        | 1 – 0 (1 – 0) | Excelsior | Opstelling PSV | Opstelling Excelsior |  |
| Stadion: Philips Stadion, Eindhoven Toeschouwers: 32.100 Scheidsrechter: Allard Lindhout | Lozano 17' |               |           | Zoet, Arias, Schwaab, Isimat-Mirin, Brenet , Ramselaar, Mauro Júnior (Rosario '73), Hendrix, Lozano, De Jong , Bergwijn | Zwarthoed, Karami, Mattheij , Faes (Hadouir '83), Fortes , Haspolat (Garcia '61), Messaoud (Vermeulen '72 ), Faik, Elbers, Van Duinen, Bruins |  |
| Stadion: Philips Stadion, Eindhoven Toeschouwers: 32.100 Scheidsrechter: Allard Lindhout |            |               |           | Zoet, Arias, Schwaab, Isimat-Mirin, Brenet , Ramselaar, Mauro Júnior (Rosario '73), Hendrix, Lozano, De Jong , Bergwijn | Zwarthoed, Karami, Mattheij , Faes (Hadouir '83), Fortes , Haspolat (Garcia '61), Messaoud (Vermeulen '72 ), Faik, Elbers, Van Duinen, Bruins |  |
| Stadion: Philips Stadion, Eindhoven Toeschouwers: 32.100 Scheidsrechter: Allard Lindhout |            |               |           | Zoet, Arias, Schwaab, Isimat-Mirin, Brenet , Ramselaar, Mauro Júnior (Rosario '73), Hendrix, Lozano, De Jong , Bergwijn | Zwarthoed, Karami, Mattheij , Faes (Hadouir '83), Fortes , Haspolat (Garcia '61), Messaoud (Vermeulen '72 ), Faik, Elbers, Van Duinen, Bruins |  |
|                                                                                          |            |               |           | | |  |

| Speelronde 23: 10 februari 2018, 19:45 uur                                                     | Sparta Rotterdam | 1 – 2 (1 – 1) | PSV               | Opstelling Sparta Rotterdam | Opstelling PSV |  |
| Stadion: Spartastadion Het Kasteel, Rotterdam Toeschouwers: 10.591 Scheidsrechter: Bas Nijhuis | Dougall 6'       |               | 41', 56' Bergwijn | Huth, Holst, Fischer, Chabot, Nelom, Sanusi , Dougall, Van Moorsel (Duarte '65), Brogno (Dos Santos '46), Friday, Ahannach (Ache '83) | Zoet, Arias, Schwaab, Isimat-Mirin, Brenet, Ramselaar, Mauro Júnior (Rosario '73), Hendrix, Lozano (Guðmundsson '46), De Jong , Bergwijn |  |
| Stadion: Spartastadion Het Kasteel, Rotterdam Toeschouwers: 10.591 Scheidsrechter: Bas Nijhuis |                  |               |                   | Huth, Holst, Fischer, Chabot, Nelom, Sanusi , Dougall, Van Moorsel (Duarte '65), Brogno (Dos Santos '46), Friday, Ahannach (Ache '83) | Zoet, Arias, Schwaab, Isimat-Mirin, Brenet, Ramselaar, Mauro Júnior (Rosario '73), Hendrix, Lozano (Guðmundsson '46), De Jong , Bergwijn |  |
| Stadion: Spartastadion Het Kasteel, Rotterdam Toeschouwers: 10.591 Scheidsrechter: Bas Nijhuis |                  |               |                   | Huth, Holst, Fischer, Chabot, Nelom, Sanusi , Dougall, Van Moorsel (Duarte '65), Brogno (Dos Santos '46), Friday, Ahannach (Ache '83) | Zoet, Arias, Schwaab, Isimat-Mirin, Brenet, Ramselaar, Mauro Júnior (Rosario '73), Hendrix, Lozano (Guðmundsson '46), De Jong , Bergwijn |  |
|                                                                                                |                  |               |                   | | |  |

| Speelronde 24: 17 februari 2018, 19:45 uur                                             | PSV                   | 2 – 2 (2 – 0) | sc Heerenveen                  | Opstelling PSV | Opstelling sc Heerenveen |  |
| Stadion: Philips Stadion, Eindhoven Toeschouwers: 33.500 Scheidsrechter: Dennis Higler | Arias 34' De Jong 43' |               | 56' Schaars 82' Ghoochannejhad | Zoet, Arias, Schwaab, Isimat-Mirin, Brenet, Ramselaar, Mauro Júnior (Luckassen '65), Hendrix , Lozano '45, De Jong , Bergwijn (Malen '78) | Hansen, Dumfries (Van Amersfoort '82), Høegh, Pierie (Veerman '46), Woudenberg (Rojas '78), Schaars , Vlap, Thorsby, Ødegaard, Ghoochannejhad, Zeneli |  |
| Stadion: Philips Stadion, Eindhoven Toeschouwers: 33.500 Scheidsrechter: Dennis Higler |                       |               |                                | Zoet, Arias, Schwaab, Isimat-Mirin, Brenet, Ramselaar, Mauro Júnior (Luckassen '65), Hendrix , Lozano '45, De Jong , Bergwijn (Malen '78) | Hansen, Dumfries (Van Amersfoort '82), Høegh, Pierie (Veerman '46), Woudenberg (Rojas '78), Schaars , Vlap, Thorsby, Ødegaard, Ghoochannejhad, Zeneli |  |
| Stadion: Philips Stadion, Eindhoven Toeschouwers: 33.500 Scheidsrechter: Dennis Higler |                       |               |                                | Zoet, Arias, Schwaab, Isimat-Mirin, Brenet, Ramselaar, Mauro Júnior (Luckassen '65), Hendrix , Lozano '45, De Jong , Bergwijn (Malen '78) | Hansen, Dumfries (Van Amersfoort '82), Høegh, Pierie (Veerman '46), Woudenberg (Rojas '78), Schaars , Vlap, Thorsby, Ødegaard, Ghoochannejhad, Zeneli |  |
|                                                                                        |                       |               |                                | | |  |

| Speelronde 25: 25 februari 2018, 14:30 uur                                                 | Feyenoord   | 1 – 3 (0 – 2) | PSV                                | Opstelling Feyenoord | Opstelling PSV |  |
| Stadion: Stadion Feijenoord, Rotterdam Toeschouwers: 47.500 Scheidsrechter: Danny Makkelie | Vilhena 53' |               | 23' Arias 34' Bergwijn 58' Pereiro | Jones, Nieuwkoop, Botteghin , Van der Heijden , Malacia, Amrabat , El Ahmadi , Vilhena, Berghuis (Boëtius '46), Jørgensen, Toornstra | Zoet, Arias, Schwaab, Isimat-Mirin, Brenet, Van Ginkel , Hendrix, Ramselaar (Luckassen '89), Pereiro (Mauro Júnior '85), De Jong, Bergwijn (Gakpo '90+2) |  |
| Stadion: Stadion Feijenoord, Rotterdam Toeschouwers: 47.500 Scheidsrechter: Danny Makkelie |             |               |                                    | Jones, Nieuwkoop, Botteghin , Van der Heijden , Malacia, Amrabat , El Ahmadi , Vilhena, Berghuis (Boëtius '46), Jørgensen, Toornstra | Zoet, Arias, Schwaab, Isimat-Mirin, Brenet, Van Ginkel , Hendrix, Ramselaar (Luckassen '89), Pereiro (Mauro Júnior '85), De Jong, Bergwijn (Gakpo '90+2) |  |
| Stadion: Stadion Feijenoord, Rotterdam Toeschouwers: 47.500 Scheidsrechter: Danny Makkelie |             |               |                                    | Jones, Nieuwkoop, Botteghin , Van der Heijden , Malacia, Amrabat , El Ahmadi , Vilhena, Berghuis (Boëtius '46), Jørgensen, Toornstra | Zoet, Arias, Schwaab, Isimat-Mirin, Brenet, Van Ginkel , Hendrix, Ramselaar (Luckassen '89), Pereiro (Mauro Júnior '85), De Jong, Bergwijn (Gakpo '90+2) |  |
|                                                                                            |             |               |                                    | | |  |

#### Maart
| Speelronde 26: 3 maart 2018, 18:30 uur                                              | PSV                                         | 3 – 0 (2 – 0) | FC Utrecht | Opstelling PSV | Opstelling FC Utrecht |  |
| Stadion: Philips Stadion, Eindhoven Toeschouwers: 33.800 Scheidsrechter: Kevin Blom | Leeuwin 16' (e.d.) De Jong 22' Bergwijn 51' |               |            | Zoet, Arias, Schwaab, Isimat-Mirin, Brenet, Van Ginkel (Rosario '89), Hendrix (Luckassen '78), Ramselaar, Pereiro (Mauro Júnior '81), De Jong ( '89), Bergwijn | Jensen, Klaiber, Leeuwin, Janssen , Van der Maarel, Klich , Strieder (Kali '81), Ayoub, Emanuelson (Görtler '73), Van de Streek, Kerk (Dessers '70) |  |
| Stadion: Philips Stadion, Eindhoven Toeschouwers: 33.800 Scheidsrechter: Kevin Blom |                                             |               |            | Zoet, Arias, Schwaab, Isimat-Mirin, Brenet, Van Ginkel (Rosario '89), Hendrix (Luckassen '78), Ramselaar, Pereiro (Mauro Júnior '81), De Jong ( '89), Bergwijn | Jensen, Klaiber, Leeuwin, Janssen , Van der Maarel, Klich , Strieder (Kali '81), Ayoub, Emanuelson (Görtler '73), Van de Streek, Kerk (Dessers '70) |  |
| Stadion: Philips Stadion, Eindhoven Toeschouwers: 33.800 Scheidsrechter: Kevin Blom |                                             |               |            | Zoet, Arias, Schwaab, Isimat-Mirin, Brenet, Van Ginkel (Rosario '89), Hendrix (Luckassen '78), Ramselaar, Pereiro (Mauro Júnior '81), De Jong ( '89), Bergwijn | Jensen, Klaiber, Leeuwin, Janssen , Van der Maarel, Klich , Strieder (Kali '81), Ayoub, Emanuelson (Görtler '73), Van de Streek, Kerk (Dessers '70) |  |
|                                                                                     |                                             |               |            | | |  |

| Speelronde 27: 10 maart 2018, 19:45 uur                                                       | Willem II                                         | 5 – 0 (1 – 0) | PSV | Opstelling Willem II | Opstelling PSV |  |
| Stadion: Koning Willem II Stadion, Tilburg Toeschouwers: 13.660 Scheidsrechter: Björn Kuipers | Rienstra 21', 76' Sol 59', 70' (pen.), 90' (pen.) |               |     | Branderhorst (Wellenreuther '46), Lewis, Lachman, Heerkens, Tsimikas (Wijnaldum '51), Chirivella, Rienstra , Lieftink, Haye, Sol, El Hankouri (Croux '89) | Zoet, Arias (Mauro Júnior '62), Schwaab, Isimat-Mirin, Brenet, Van Ginkel (Lammers '77), Luckassen '89, Ramselaar, Pereiro (Rosario '79), De Jong ( '77), Bergwijn |  |
| Stadion: Koning Willem II Stadion, Tilburg Toeschouwers: 13.660 Scheidsrechter: Björn Kuipers |                                                   |               |     | Branderhorst (Wellenreuther '46), Lewis, Lachman, Heerkens, Tsimikas (Wijnaldum '51), Chirivella, Rienstra , Lieftink, Haye, Sol, El Hankouri (Croux '89) | Zoet, Arias (Mauro Júnior '62), Schwaab, Isimat-Mirin, Brenet, Van Ginkel (Lammers '77), Luckassen '89, Ramselaar, Pereiro (Rosario '79), De Jong ( '77), Bergwijn |  |
| Stadion: Koning Willem II Stadion, Tilburg Toeschouwers: 13.660 Scheidsrechter: Björn Kuipers |                                                   |               |     | Branderhorst (Wellenreuther '46), Lewis, Lachman, Heerkens, Tsimikas (Wijnaldum '51), Chirivella, Rienstra , Lieftink, Haye, Sol, El Hankouri (Croux '89) | Zoet, Arias (Mauro Júnior '62), Schwaab, Isimat-Mirin, Brenet, Van Ginkel (Lammers '77), Luckassen '89, Ramselaar, Pereiro (Rosario '79), De Jong ( '77), Bergwijn |  |
|                                                                                               |                                                   |               |     | | |  |

| Speelronde 28: 17 maart 2018, 19:45 uur                                                   | PSV                                   | 3 – 0 (0 – 0) | VVV-Venlo | Opstelling PSV | Opstelling VVV-Venlo |  |
| Stadion: Philips Stadion, Eindhoven Toeschouwers: 33.900 Scheidsrechter: Serdar Gözübüyük | Van Ginkel 68', 83' (pen.) Lozano 80' |               |           | Zoet, Arias, Isimat-Mirin (Obispo '86), Schwaab, Brenet, Van Ginkel , Hendrix, Ramselaar (Mauro Júnior '80), Lozano (Pereiro '84), De Jong, Bergwijn | Unnerstall, Rutten, Promes, Röseler, Labylle (Janssen '81), V. van Crooij (Janse '84), Post , Leemans, Castelen (Riis Jakobsen '67), Seuntjens '58, Hunte |  |
| Stadion: Philips Stadion, Eindhoven Toeschouwers: 33.900 Scheidsrechter: Serdar Gözübüyük |                                       |               |           | Zoet, Arias, Isimat-Mirin (Obispo '86), Schwaab, Brenet, Van Ginkel , Hendrix, Ramselaar (Mauro Júnior '80), Lozano (Pereiro '84), De Jong, Bergwijn | Unnerstall, Rutten, Promes, Röseler, Labylle (Janssen '81), V. van Crooij (Janse '84), Post , Leemans, Castelen (Riis Jakobsen '67), Seuntjens '58, Hunte |  |
| Stadion: Philips Stadion, Eindhoven Toeschouwers: 33.900 Scheidsrechter: Serdar Gözübüyük |                                       |               |           | Zoet, Arias, Isimat-Mirin (Obispo '86), Schwaab, Brenet, Van Ginkel , Hendrix, Ramselaar (Mauro Júnior '80), Lozano (Pereiro '84), De Jong, Bergwijn | Unnerstall, Rutten, Promes, Röseler, Labylle (Janssen '81), V. van Crooij (Janse '84), Post , Leemans, Castelen (Riis Jakobsen '67), Seuntjens '58, Hunte |  |
|                                                                                           |                                       |               |           | | |  |

| Speelronde 29: 31 maart 2018, 19:45 uur                                                 | PSV                                                                            | 5 – 1 (1 – 0) | NAC Breda | Opstelling PSV | Opstelling NAC Breda |  |
| Stadion: Philips Stadion, Eindhoven Toeschouwers: 34.300 Scheidsrechter: Pol van Boekel | Van Ginkel 37' (pen.) Sadiq 58' (e.d.) De Jong 76' Mets 81' (e.d.) Pereiro 84' |               | 64' Sadiq | Zoet, Arias (Rigo '87), Isimat-Mirin, Schwaab, Brenet, Van Ginkel (Rosario '88), Hendrix , Ramselaar, Lozano, De Jong ( '88), Bergwijn (Pereiro '82) | Bertrams, Horsfield, Mets, Marí , Angeliño, García (Nijholt '85), Vloet , Verschueren, Ambrose (Fernandes '69), Sadiq , El Allouchi |  |
| Stadion: Philips Stadion, Eindhoven Toeschouwers: 34.300 Scheidsrechter: Pol van Boekel |                                                                                |               |           | Zoet, Arias (Rigo '87), Isimat-Mirin, Schwaab, Brenet, Van Ginkel (Rosario '88), Hendrix , Ramselaar, Lozano, De Jong ( '88), Bergwijn (Pereiro '82) | Bertrams, Horsfield, Mets, Marí , Angeliño, García (Nijholt '85), Vloet , Verschueren, Ambrose (Fernandes '69), Sadiq , El Allouchi |  |
| Stadion: Philips Stadion, Eindhoven Toeschouwers: 34.300 Scheidsrechter: Pol van Boekel |                                                                                |               |           | Zoet, Arias (Rigo '87), Isimat-Mirin, Schwaab, Brenet, Van Ginkel (Rosario '88), Hendrix , Ramselaar, Lozano, De Jong ( '88), Bergwijn (Pereiro '82) | Bertrams, Horsfield, Mets, Marí , Angeliño, García (Nijholt '85), Vloet , Verschueren, Ambrose (Fernandes '69), Sadiq , El Allouchi |  |
|                                                                                         |                                                                                |               |           | | |  |

#### April
| Speelronde 30: 7 april 2018, 19:45 uur                                         | AZ                | 2 – 3 (0 – 0) | PSV                                          | Opstelling AZ | Opstelling PSV |  |
| Stadion: AFAS Stadion, Alkmaar Toeschouwers: 17.002 Scheidsrechter: Kevin Blom | Weghorst 53', 61' |               | 74' Pereiro 76' Lozano 79' (pen.) Van Ginkel | Bizot, Svensson (Idrissi '80), Van Rhijn, Vlaar '89, Wuytens (Seuntjens '88), Ouwejan, Midtsjø , Til, Koopmeiners, Weghorst ( '89), Jahanbakhsh | Zoet, Arias, Schwaab, Isimat-Mirin, Brenet, Van Ginkel , Hendrix, Pereiro (Luckassen '90), Ramselaar (Malen '74 ), De Jong, Lozano |  |
| Stadion: AFAS Stadion, Alkmaar Toeschouwers: 17.002 Scheidsrechter: Kevin Blom |                   |               |                                              | Bizot, Svensson (Idrissi '80), Van Rhijn, Vlaar '89, Wuytens (Seuntjens '88), Ouwejan, Midtsjø , Til, Koopmeiners, Weghorst ( '89), Jahanbakhsh | Zoet, Arias, Schwaab, Isimat-Mirin, Brenet, Van Ginkel , Hendrix, Pereiro (Luckassen '90), Ramselaar (Malen '74 ), De Jong, Lozano |  |
| Stadion: AFAS Stadion, Alkmaar Toeschouwers: 17.002 Scheidsrechter: Kevin Blom |                   |               |                                              | Bizot, Svensson (Idrissi '80), Van Rhijn, Vlaar '89, Wuytens (Seuntjens '88), Ouwejan, Midtsjø , Til, Koopmeiners, Weghorst ( '89), Jahanbakhsh | Zoet, Arias, Schwaab, Isimat-Mirin, Brenet, Van Ginkel , Hendrix, Pereiro (Luckassen '90), Ramselaar (Malen '74 ), De Jong, Lozano |  |
|                                                                                |                   |               |                                              | | |  |

| Speelronde 31: 15 april 2018, 16:45 uur                                                     | PSV                                  | 3 – 0 * (2 – 0) | Ajax | Opstelling PSV | Opstelling Ajax |  |
| Stadion: Philips Stadion, Eindhoven Toeschouwers: 35.000 Scheidsrechter: Danny Makkelie     | Pereiro 23' De Jong 38' Bergwijn 54' |                 |      | Zoet (Room '89), Arias, Isimat-Mirin, Schwaab, Brenet, Van Ginkel , Pereiro, Hendrix , Lozano, De Jong (Ramselaar '56), Bergwijn (Luckassen '72) | Onana , Veltman , De Ligt, Wöber (S. de Jong '46 '83), Tagliafico '80, Ziyech (Mazraoui '85), Schöne, Van de Beek, Neres , Huntelaar (Dolberg '69), Kluivert |  |
| Stadion: Philips Stadion, Eindhoven Toeschouwers: 35.000 Scheidsrechter: Danny Makkelie     |                                      |                 |      | Zoet (Room '89), Arias, Isimat-Mirin, Schwaab, Brenet, Van Ginkel , Pereiro, Hendrix , Lozano, De Jong (Ramselaar '56), Bergwijn (Luckassen '72) | Onana , Veltman , De Ligt, Wöber (S. de Jong '46 '83), Tagliafico '80, Ziyech (Mazraoui '85), Schöne, Van de Beek, Neres , Huntelaar (Dolberg '69), Kluivert |  |
| Stadion: Philips Stadion, Eindhoven Toeschouwers: 35.000 Scheidsrechter: Danny Makkelie     |                                      |                 |      | Zoet (Room '89), Arias, Isimat-Mirin, Schwaab, Brenet, Van Ginkel , Pereiro, Hendrix , Lozano, De Jong (Ramselaar '56), Bergwijn (Luckassen '72) | Onana , Veltman , De Ligt, Wöber (S. de Jong '46 '83), Tagliafico '80, Ziyech (Mazraoui '85), Schöne, Van de Beek, Neres , Huntelaar (Dolberg '69), Kluivert |  |
| Bijz.: * Door deze overwinning werd PSV voor de 24ste keer landskampioen van de Eredivisie. |                                      |                 |      | | |  |

| Speelronde 32: 18 april 2018, 18:30 uur                                                           | Roda JC Kerkrade                | 2 – 2 (1 – 1) | PSV                    | Opstelling Roda JC Kerkrade | Opstelling PSV |  |
| Stadion: Parkstad Limburg Stadion, Kerkrade Toeschouwers: 15.383 Scheidsrechter: Serdar Gözübüyük | Vansteenkiste 29' Gustafson 65' |               | 32' Lozano 86' Hendrix | Jurjus, Kum, Banggaard, Auassar , Vansteenkiste, Gnjatić, Gustafson, Ndenge, Rosheuvel, Vancamp (Ngombo '79), Van Velzen (Engels '62) | Room, Rosario (Pereiro '84), Schwaab, Luckassen, Brenet, Ramselaar, Hendrix , Mauro Júnior (Guðmundsson '66), Bergwijn, Lammers (Obispo '72), Lozano |  |
| Stadion: Parkstad Limburg Stadion, Kerkrade Toeschouwers: 15.383 Scheidsrechter: Serdar Gözübüyük |                                 |               |                        | Jurjus, Kum, Banggaard, Auassar , Vansteenkiste, Gnjatić, Gustafson, Ndenge, Rosheuvel, Vancamp (Ngombo '79), Van Velzen (Engels '62) | Room, Rosario (Pereiro '84), Schwaab, Luckassen, Brenet, Ramselaar, Hendrix , Mauro Júnior (Guðmundsson '66), Bergwijn, Lammers (Obispo '72), Lozano |  |
| Stadion: Parkstad Limburg Stadion, Kerkrade Toeschouwers: 15.383 Scheidsrechter: Serdar Gözübüyük |                                 |               |                        | Jurjus, Kum, Banggaard, Auassar , Vansteenkiste, Gnjatić, Gustafson, Ndenge, Rosheuvel, Vancamp (Ngombo '79), Van Velzen (Engels '62) | Room, Rosario (Pereiro '84), Schwaab, Luckassen, Brenet, Ramselaar, Hendrix , Mauro Júnior (Guðmundsson '66), Bergwijn, Lammers (Obispo '72), Lozano |  |
|                                                                                                   |                                 |               |                        | | |  |

| Speelronde 33: 29 april 2018, 14:30 uur                                                   | ADO Den Haag                           | 3 – 3 (2 – 1) | PSV                         | Opstelling ADO Den Haag | Opstelling PSV |  |
| Stadion: Cars Jeans Stadion, Den Haag Toeschouwers: 14.031 Scheidsrechter: Pol van Boekel | Johnsen 16', 72' El Khayati 27' (pen.) |               | 11' Lozano 58', 85' Pereiro | Groothuizen, Goppel, Beugelsdijk , Kanon, Meijers , Immers, El Khayati (Gorter '83), Bakker, Becker (Hooi '76), Johnsen, Falkenburg (Lorenzen '71) | Room, Arias , Schwaab, Isimat-Mirin, Brenet, Rosario (Ramselaar '79), Pereiro, Hendrix , Guðmundsson (Lammers '79), Lozano (Malen '19), Bergwijn |  |
| Stadion: Cars Jeans Stadion, Den Haag Toeschouwers: 14.031 Scheidsrechter: Pol van Boekel |                                        |               |                             | Groothuizen, Goppel, Beugelsdijk , Kanon, Meijers , Immers, El Khayati (Gorter '83), Bakker, Becker (Hooi '76), Johnsen, Falkenburg (Lorenzen '71) | Room, Arias , Schwaab, Isimat-Mirin, Brenet, Rosario (Ramselaar '79), Pereiro, Hendrix , Guðmundsson (Lammers '79), Lozano (Malen '19), Bergwijn |  |
| Stadion: Cars Jeans Stadion, Den Haag Toeschouwers: 14.031 Scheidsrechter: Pol van Boekel |                                        |               |                             | Groothuizen, Goppel, Beugelsdijk , Kanon, Meijers , Immers, El Khayati (Gorter '83), Bakker, Becker (Hooi '76), Johnsen, Falkenburg (Lorenzen '71) | Room, Arias , Schwaab, Isimat-Mirin, Brenet, Rosario (Ramselaar '79), Pereiro, Hendrix , Guðmundsson (Lammers '79), Lozano (Malen '19), Bergwijn |  |
|                                                                                           |                                        |               |                             | | |  |

#### Mei
| Speelronde 34: 6 mei 2018, 14:30 uur                                                | PSV | 0 – 0 (0 – 0) | FC Groningen | Opstelling PSV | Opstelling FC Groningen |  |
| Stadion: Philips Stadion, Eindhoven Toeschouwers: 33.700 Scheidsrechter: Ed Janssen |     |               |              | Zoet, Brenet, Schwaab, Luckassen, Paal, Van Ginkel , Hendrix (Rosario '40), Ramselaar (Mauro Júnior '21), Pereiro, Lozano (Lammers '86), Bergwijn | Padt , Zeefuik, Te Wierik , Memišević, Absalem, Van de Looi, Bacuna (Reis '61), Hrustić, Doan , Van Weert (Freriks '88), Antuna (Breij '81) |  |
| Stadion: Philips Stadion, Eindhoven Toeschouwers: 33.700 Scheidsrechter: Ed Janssen |     |               |              | Zoet, Brenet, Schwaab, Luckassen, Paal, Van Ginkel , Hendrix (Rosario '40), Ramselaar (Mauro Júnior '21), Pereiro, Lozano (Lammers '86), Bergwijn | Padt , Zeefuik, Te Wierik , Memišević, Absalem, Van de Looi, Bacuna (Reis '61), Hrustić, Doan , Van Weert (Freriks '88), Antuna (Breij '81) |  |
| Stadion: Philips Stadion, Eindhoven Toeschouwers: 33.700 Scheidsrechter: Ed Janssen |     |               |              | Zoet, Brenet, Schwaab, Luckassen, Paal, Van Ginkel , Hendrix (Rosario '40), Ramselaar (Mauro Júnior '21), Pereiro, Lozano (Lammers '86), Bergwijn | Padt , Zeefuik, Te Wierik , Memišević, Absalem, Van de Looi, Bacuna (Reis '61), Hrustić, Doan , Van Weert (Freriks '88), Antuna (Breij '81) |  |
|                                                                                     |     |               |              | | |  |

### Statistieken

#### Eindstand in Nederlandse Eredivisie
| Stand | Gespeeld | Gewonnen | Gelijk | Verloren | Punten | Doelpunten voor | Doelpunten tegen | Gele kaarten | Twee gele kaarten | Rode kaarten |
| ----- | -------- | -------- | ------ | -------- | ------ | --------------- | ---------------- | ------------ | ----------------- | ------------ |
| 1e    | 34       | 26       | 5      | 3        | 83     | 87              | 39               | 43           | 1                 | 2            |

#### Punten, stand en doelpunten per speelronde
| Speelronde                            | 1  | 2  | 3  | 4  | 5  | 6   | 7   | 8   | 9   | 10  | 11  | 12  | 13  | 14  | 15  | 16  | 17  | 18  | 19  | 20  | 21  | 22  | 23  | 24  | 25  | 26  | 27  | 28  | 29  | 30  | 31  | 32  | 33  | 34  | Totaal |
| ------------------------------------- | -- | -- | -- | -- | -- | --- | --- | --- | --- | --- | --- | --- | --- | --- | --- | --- | --- | --- | --- | --- | --- | --- | --- | --- | --- | --- | --- | --- | --- | --- | --- | --- | --- | --- | ------ |
| Aantal punten per speelronde          | 3  | 3  | 3  | 0  | 3  | 3   | 3   | 3   | 3   | 3   | 3   | 3   | 3   | 3   | 0   | 1   | 3   | 3   | 3   | 3   | 3   | 3   | 3   | 1   | 3   | 3   | 0   | 3   | 3   | 3   | 3   | 1   | 1   | 1   | 83     |
| Aantal punten na speelronde           | 3  | 6  | 9  | 9  | 12 | 15  | 18  | 21  | 24  | 27  | 30  | 33  | 36  | 39  | 39  | 40  | 43  | 46  | 49  | 52  | 55  | 58  | 61  | 62  | 65  | 68  | 68  | 71  | 74  | 77  | 80  | 81  | 82  | 83  | 83     |
| Stand na speelronde                   | 5e | 3e | 2e | 5e | 3e | 1e  | 1e  | 1e  | 1e  | 1e  | 1e  | 1e  | 1e  | 1e  | 1e  | 1e  | 1e  | 1e  | 1e  | 1e  | 1e  | 1e  | 1e  | 1e  | 1e  | 1e  | 1e  | 1e  | 1e  | 1e  | 1e  | 1e  | 1e  | 1e  | 1e     |
| Aantal doelpunten per speelronde      | 3  | 4  | 2  | 0  | 1  | 7   | 4   | 5   | 3   | 4   | 4   | 1   | 2   | 1   | 0   | 3   | 3   | 2   | 2   | 2   | 4   | 1   | 2   | 2   | 3   | 3   | 0   | 3   | 5   | 3   | 3   | 2   | 3   | 0   | 87     |
| Aantal tegendoelpunten per speelronde | 2  | 1  | 0  | 2  | 0  | 1   | 0   | 2   | 0   | 2   | 3   | 0   | 1   | 0   | 3   | 3   | 0   | 1   | 1   | 0   | 0   | 0   | 1   | 2   | 1   | 0   | 5   | 0   | 1   | 2   | 0   | 2   | 3   | 0   | 39     |
| Doelsaldo na speelronde               | +1 | +4 | +6 | +4 | +5 | +11 | +15 | +18 | +21 | +23 | +24 | +25 | +26 | +27 | +24 | +24 | +27 | +28 | +29 | +31 | +35 | +36 | +37 | +37 | +39 | +42 | +37 | +40 | +44 | +45 | +48 | +48 | +48 | +48 | +48    |

## Europa League

#### Derde kwalificatieronde
| Wedstrijd 1/2: 27 juli 2017, 19:00 uur                                                 | PSV | 0 – 1 (0 – 0) | NK Osijek          | Opstelling PSV | Opstelling NK Osijek |  |
| Stadion: Philips Stadion, Eindhoven Toeschouwers: 32.000 Scheidsrechter: Andrew Dallas |     |               | 57' (pen.) Barišić | Zoet, Arias, Schwaab (Pröpper '79), Isimat-Mirin, Brenet, Van Ginkel , Hendrix, Ramselaar (Pereiro '62), Bergwijn , De Jong, Locadia (Lozano '62) | Malenica, Šorša, Škorić, Barać, Barišić , Bočkaj (Pušić '90), Mioč, Lepa (Lukić '66 ), Mudražija (Lesjak '81), Grezda, Ejupi |  |
| Stadion: Philips Stadion, Eindhoven Toeschouwers: 32.000 Scheidsrechter: Andrew Dallas |     |               |                    | Zoet, Arias, Schwaab (Pröpper '79), Isimat-Mirin, Brenet, Van Ginkel , Hendrix, Ramselaar (Pereiro '62), Bergwijn , De Jong, Locadia (Lozano '62) | Malenica, Šorša, Škorić, Barać, Barišić , Bočkaj (Pušić '90), Mioč, Lepa (Lukić '66 ), Mudražija (Lesjak '81), Grezda, Ejupi |  |
| Stadion: Philips Stadion, Eindhoven Toeschouwers: 32.000 Scheidsrechter: Andrew Dallas |     |               |                    | Zoet, Arias, Schwaab (Pröpper '79), Isimat-Mirin, Brenet, Van Ginkel , Hendrix, Ramselaar (Pereiro '62), Bergwijn , De Jong, Locadia (Lozano '62) | Malenica, Šorša, Škorić, Barać, Barišić , Bočkaj (Pušić '90), Mioč, Lepa (Lukić '66 ), Mudražija (Lesjak '81), Grezda, Ejupi |  |
|                                                                                        |     |               |                    | | |  |

| Wedstrijd 2/2: 3 augustus 2017, 20:45 uur                                                                   | NK Osijek  | 1 – 0 (1 – 0) | PSV | Opstelling NK Osijek | Opstelling PSV |  |
| Stadion: Stadion Gradski vrt, Osijek Toeschouwers: 15.000 Scheidsrechter: Hugo Miguel                       | Bočkaj 25' |               |     | Malenica, Šorša, Škorić, Barać, Barišić , Bočkaj , Mioč (Lesjak '88), Lepa (Vojnović '78), Mudražija , Grezda (Grgić '90+1), Ejupi | Zoet, Arias, Luckassen, Isimat-Mirin, Brenet (Pereiro '64 ), Pröpper (Lammers '76), Van Ginkel , Hendrix , Lozano, Locadia , Bergwijn (De Jong '64) |  |
| Stadion: Stadion Gradski vrt, Osijek Toeschouwers: 15.000 Scheidsrechter: Hugo Miguel                       |            |               |     | Malenica, Šorša, Škorić, Barać, Barišić , Bočkaj , Mioč (Lesjak '88), Lepa (Vojnović '78), Mudražija , Grezda (Grgić '90+1), Ejupi | Zoet, Arias, Luckassen, Isimat-Mirin, Brenet (Pereiro '64 ), Pröpper (Lammers '76), Van Ginkel , Hendrix , Lozano, Locadia , Bergwijn (De Jong '64) |  |
| Stadion: Stadion Gradski vrt, Osijek Toeschouwers: 15.000 Scheidsrechter: Hugo Miguel                       |            |               |     | Malenica, Šorša, Škorić, Barać, Barišić , Bočkaj , Mioč (Lesjak '88), Lepa (Vojnović '78), Mudražija , Grezda (Grgić '90+1), Ejupi | Zoet, Arias, Luckassen, Isimat-Mirin, Brenet (Pereiro '64 ), Pröpper (Lammers '76), Van Ginkel , Hendrix , Lozano, Locadia , Bergwijn (De Jong '64) |  |
| Bijz.: - Totaalscore: NK Osijek 2 – 0 PSV - Hierdoor was PSV uitgeschakeld in de Europa League dit seizoen. |            |               |     | | |  |

## KNVB beker

#### Eerste ronde
| 21 september 2017, 20:45 uur | SDC Putten | 0 – 4 (0 – 1) | PSV                                     | Opstelling SDC Putten | Opstelling PSV |  |
| Stadion: Sportpark Puttereng, Putten Toeschouwers: 2.000 Scheidsrechter: Ed Janssen Video-assistenten: Allard Lindhout Video-assistenten: Christiaan Bax |            |               | 6', 70' Maher 61' Luckassen 79' Lammers | Hoogewoning, Amende, Duits , J. van den Brink, Pluim (Van den Broek '74), Geurtsen, R. van den Brink (Bos '74), De Bruin, Heerschop, M. Duits, Cherkaoui (Degenaar '62) | Zoet , Brenet, Luckassen , Schwaab, Paal, Hendrix (Rigo '71), Ramselaar (Rosario '78), Maher, Pereiro (Guðmundsson '64), Lammers, Locadia |  |
| Stadion: Sportpark Puttereng, Putten Toeschouwers: 2.000 Scheidsrechter: Ed Janssen Video-assistenten: Allard Lindhout Video-assistenten: Christiaan Bax |            |               |                                         | Hoogewoning, Amende, Duits , J. van den Brink, Pluim (Van den Broek '74), Geurtsen, R. van den Brink (Bos '74), De Bruin, Heerschop, M. Duits, Cherkaoui (Degenaar '62) | Zoet , Brenet, Luckassen , Schwaab, Paal, Hendrix (Rigo '71), Ramselaar (Rosario '78), Maher, Pereiro (Guðmundsson '64), Lammers, Locadia |  |
| Stadion: Sportpark Puttereng, Putten Toeschouwers: 2.000 Scheidsrechter: Ed Janssen Video-assistenten: Allard Lindhout Video-assistenten: Christiaan Bax |            |               |                                         | Hoogewoning, Amende, Duits , J. van den Brink, Pluim (Van den Broek '74), Geurtsen, R. van den Brink (Bos '74), De Bruin, Heerschop, M. Duits, Cherkaoui (Degenaar '62) | Zoet , Brenet, Luckassen , Schwaab, Paal, Hendrix (Rigo '71), Ramselaar (Rosario '78), Maher, Pereiro (Guðmundsson '64), Lammers, Locadia |  |
| |            |               |                                         | | |  |

#### Tweede ronde
| 26 oktober 2017, 18:30 uur                                                      | FC Volendam | 0 – 2 (n.v.) 0 – 0 (0 – 0) | PSV                         | Opstelling FC Volendam | Opstelling PSV |  |
| Stadion: Kras Stadion, Volendam Toeschouwers: 6.404 Scheidsrechter: Bas Nijhuis |             |                            | 107' Van Ginkel 119' Lozano | Verhulst , Evers, Schouten, Klinkenberg, Smal (Kok '90+2), Veerman, Visser, Runderkamp (Mertens '79 '114), Pedro (Ten Den '106), Stroo (Antwi '77), Doodeman | Zoet, Arias, Schwaab, Isimat-Mirin, Brenet, Ramselaar (Van Ginkel '91), Hendrix, Maher (Mauro Júnior '71), Guðmundsson (Lammers '71), De Jong , Lozano |  |
| Stadion: Kras Stadion, Volendam Toeschouwers: 6.404 Scheidsrechter: Bas Nijhuis |             |                            |                             | Verhulst , Evers, Schouten, Klinkenberg, Smal (Kok '90+2), Veerman, Visser, Runderkamp (Mertens '79 '114), Pedro (Ten Den '106), Stroo (Antwi '77), Doodeman | Zoet, Arias, Schwaab, Isimat-Mirin, Brenet, Ramselaar (Van Ginkel '91), Hendrix, Maher (Mauro Júnior '71), Guðmundsson (Lammers '71), De Jong , Lozano |  |
| Stadion: Kras Stadion, Volendam Toeschouwers: 6.404 Scheidsrechter: Bas Nijhuis |             |                            |                             | Verhulst , Evers, Schouten, Klinkenberg, Smal (Kok '90+2), Veerman, Visser, Runderkamp (Mertens '79 '114), Pedro (Ten Den '106), Stroo (Antwi '77), Doodeman | Zoet, Arias, Schwaab, Isimat-Mirin, Brenet, Ramselaar (Van Ginkel '91), Hendrix, Maher (Mauro Júnior '71), Guðmundsson (Lammers '71), De Jong , Lozano |  |
|                                                                                 |             |                            |                             | | |  |

#### Derde ronde
| 20 december 2017, 18:30 uur                                                                                          | PSV                                                        | 4 – 1 (1 – 1) | VVV-Venlo  | Opstelling PSV | Opstelling VVV-Venlo |  |
| Stadion: Philips Stadion, Eindhoven Toeschouwers: 31.800 Scheidsrechter: Jochem Kamphuis Video-assistent: Ed Janssen | De Jong 45+2' Van Ginkel 66' Lozano 79' Isimat-Mirin 90+3' |               | 42' Rutten | Zoet, Arias, Schwaab, Isimat-Mirin, Brenet, Van Ginkel , Ramselaar (Luckassen '87), Hendrix (Pereiro '59), Lozano, De Jong, Bergwijn (Guðmundsson '69) | D. van Crooij, Rutten, Röseler, Promes , Janssen , Van Bruggen, Seuntjens, Leemans , V. van Crooij (Nwakali '83), Thy (Tissoudali '29), Opoku (Amenyido '80) |  |
| Stadion: Philips Stadion, Eindhoven Toeschouwers: 31.800 Scheidsrechter: Jochem Kamphuis Video-assistent: Ed Janssen |                                                            |               |            | Zoet, Arias, Schwaab, Isimat-Mirin, Brenet, Van Ginkel , Ramselaar (Luckassen '87), Hendrix (Pereiro '59), Lozano, De Jong, Bergwijn (Guðmundsson '69) | D. van Crooij, Rutten, Röseler, Promes , Janssen , Van Bruggen, Seuntjens, Leemans , V. van Crooij (Nwakali '83), Thy (Tissoudali '29), Opoku (Amenyido '80) |  |
| Stadion: Philips Stadion, Eindhoven Toeschouwers: 31.800 Scheidsrechter: Jochem Kamphuis Video-assistent: Ed Janssen |                                                            |               |            | Zoet, Arias, Schwaab, Isimat-Mirin, Brenet, Van Ginkel , Ramselaar (Luckassen '87), Hendrix (Pereiro '59), Lozano, De Jong, Bergwijn (Guðmundsson '69) | D. van Crooij, Rutten, Röseler, Promes , Janssen , Van Bruggen, Seuntjens, Leemans , V. van Crooij (Nwakali '83), Thy (Tissoudali '29), Opoku (Amenyido '80) |  |
| |                                                            |               |            | | |  |

#### Kwartfinale
| 31 januari 2018, 20:45 uur                                                                                             | Feyenoord              | 2 – 0 * (2 – 0) | PSV | Opstelling Feyenoord | Opstelling PSV |  |
| Stadion: Stadion Feijenoord, Rotterdam Toeschouwers: 47.500 Scheidsrechter: Pol van Boekel Video-assistent: Kevin Blom | Larsson 3' Vilhena 35' |                 |     | Jones, St. Juste, Van Beek , Tapia, Malacia (Haps '46), El Ahmadi , Toornstra , Vilhena, Berghuis, Jørgensen, Larsson (Botteghin '83) | Zoet, Arias, Schwaab (Bergwijn '80), Isimat-Mirin, Brenet, Mauro Júnior, Hendrix , Ramselaar (Van Ginkel '65 ), Pereiro (Lammers '72), De Jong , Lozano |  |
| Stadion: Stadion Feijenoord, Rotterdam Toeschouwers: 47.500 Scheidsrechter: Pol van Boekel Video-assistent: Kevin Blom |                        |                 |     | Jones, St. Juste, Van Beek , Tapia, Malacia (Haps '46), El Ahmadi , Toornstra , Vilhena, Berghuis, Jørgensen, Larsson (Botteghin '83) | Zoet, Arias, Schwaab (Bergwijn '80), Isimat-Mirin, Brenet, Mauro Júnior, Hendrix , Ramselaar (Van Ginkel '65 ), Pereiro (Lammers '72), De Jong , Lozano |  |
| Stadion: Stadion Feijenoord, Rotterdam Toeschouwers: 47.500 Scheidsrechter: Pol van Boekel Video-assistent: Kevin Blom |                        |                 |     | Jones, St. Juste, Van Beek , Tapia, Malacia (Haps '46), El Ahmadi , Toornstra , Vilhena, Berghuis, Jørgensen, Larsson (Botteghin '83) | Zoet, Arias, Schwaab (Bergwijn '80), Isimat-Mirin, Brenet, Mauro Júnior, Hendrix , Ramselaar (Van Ginkel '65 ), Pereiro (Lammers '72), De Jong , Lozano |  |
| Bijz.: * Hierdoor was PSV uitgeschakeld in de KNVB beker dit seizoen.                                                  |                        |                 |     | | |  |

## Spelersstatistieken

### Topscorers
| Nr.                           | Naam                          | Goal |
| ----------------------------- | ----------------------------- | ---- |
| 1.                            | Hirving Lozano                | 17   |
| 2.                            | Marco van Ginkel              | 14   |
| 3.                            | Luuk de Jong                  | 12   |
| 4.                            | Gastón Pereiro                | 11   |
| 5.                            | Jürgen Locadia                | 9    |
| 6.                            | Steven Bergwijn               | 8    |
| 7.                            | Santiago Arias                | 3    |
| 8.                            | Jorrit Hendrix                | 2    |
| 8.                            | Daniel Schwaab                | 2    |
| 10.                           | Joshua Brenet                 | 1    |
| 10.                           | Nicolas Isimat-Mirin          | 1    |
| 10.                           | Mauro Júnior                  | 1    |
| 10.                           | Bart Ramselaar                | 1    |
| Eigen doelpunten tegenstander | Eigen doelpunten tegenstander | 5    |
| Totaal                        | Totaal                        | 87   |

| Nr.                           | Naam                 | Goal |
| ----------------------------- | -------------------- | ---- |
| 1.                            | Marco van Ginkel     | 2    |
| 1.                            | Hirving Lozano       | 2    |
| 1.                            | Adam Maher           | 2    |
| 4.                            | Nicolas Isimat-Mirin | 1    |
| 4.                            | Luuk de Jong         | 1    |
| 4.                            | Sam Lammers          | 1    |
| 4.                            | Derrick Luckassen    | 1    |
| Eigen doelpunten tegenstander |                      |      |
| Totaal                        | Totaal               | 10   |

### Assists
| Nr.    | Naam                 | Assist |
| ------ | -------------------- | ------ |
| 1.     | Hirving Lozano       | 9      |
| 2.     | Steven Bergwijn      | 8      |
| 3.     | Santiago Arias       | 6      |
| 4.     | Luuk de Jong         | 5      |
| 5.     | Joshua Brenet        | 4      |
| 5.     | Marco van Ginkel     | 4      |
| 5.     | Jorrit Hendrix       | 4      |
| 5.     | Mauro Júnior         | 4      |
| 5.     | Gastón Pereiro       | 4      |
| 10.    | Albert Guðmundsson   | 2      |
| 10.    | Jürgen Locadia       | 2      |
| 10.    | Daniel Schwaab       | 2      |
| 13.    | Nicolas Isimat-Mirin | 1      |
| 13.    | Bart Ramselaar       | 1      |
| Totaal | Totaal               | 56     |

| Nr.    | Naam               | Assist |
| ------ | ------------------ | ------ |
| 1.     | Luuk de Jong       | 2      |
| 1.     | Derrick Luckassen  | 2      |
| 3.     | Marco van Ginkel   | 1      |
| 3.     | Albert Guðmundsson | 1      |
| 3.     | Jürgen Locadia     | 1      |
| 3.     | Adam Maher         | 1      |
| 3.     | Gastón Pereiro     | 1      |
| 3.     | Daniel Schwaab     | 1      |
| Totaal | Totaal             | 10     |